# 井上麻里奈
井上 麻里奈（いのうえ まりな、1985年1月20日 - ）は、日本の女性声優、ナレーター。東京都出身。青二プロダクション所属。
代表作に『図書館戦争』（笠原郁）、『スマイルプリキュア!』（緑川なお/キュアマーチ）、『進撃の巨人』（アルミン・アルレルト、ナレーション）、『境界のRINNE』（真宮桜）などがある。

## 受賞・来歴
学習院初等科、学習院女子中・高等科を経て、学習院大学法学部政治学科を卒業。

### 声優になるまで
声優を志したきっかけは「男の子役をやりたかったから」と述べている。幼少期からごっこ遊びや芝居が好きで、小学校時代に所属していた演劇部では主役も演じていた。
転機となった女子中・高校時代は、中高一貫かつ学年ごとに必ず芝居を披露する決まりがあるほど学校全体で演劇が盛んで、井上の学年は特に活発だったため、演劇部に所属こそしていなかったが、文化祭等の行事がある度に集まっては活動するなど、芝居漬けの日々を送っていた。その中で、同志の友人らと趣味で芝居に打ち込み、友人の中では身長が高いほうであったため男の子役を任されるようになる。そこで“自分とはまったく違うもの”になれる芝居ならではのよさや楽しさを知り、高校時代はいつも男の子役を演じるほど好きになっていた。「このまま大学に入っても芝居を続けていきたい」と考える一方で、男女共学になるため「自分が男の子役をやる機会はなくなるかもしれない」と感じた時、性別・外見・年齢問わず何にでもなれる"声優"という選択肢が頭に浮かぶ。
大学へ進学後もその思いは変わらず、声優の道へ進む決心をするも、当時はまだ「声優になりたい」という漠然とした程度だった。大学に通いながら声優になる方法を調べていた矢先、大学のパソコン室のネットで偶然に一般公募オーディションの情報を見つける。声優業界の知識が何もない状態だったが、「自分の力でどこまで行けるのかな？」と思い、力試しのつもりで応募した。これが初めて受けたオーディションであり、声優を目指していることは両親や友人らにも事前に一切明かしていなかった。また、声優になるという覚悟がまだ不十分だったため、「もし運よく最終審査まで残れたら声優になれる芽があるということだから、そこで辞退して改めて考えよう」と思っていたが、最終審査を待たずしてグランプリに選ばれ、声優デビューを果たす。合格を勝ち取り、嬉しさや感謝の気持ちがあった一方で、予想外の結果に対する驚きや上記の理由から戸惑いの気持ちも強かったと語っている。

### キャリア

#### 2000年代
2003年秋、大学1年生でソニー・ミュージックSDグループ声優オーディションを受け、2,000人の中からグランプリを受賞した。
同年12月10日、声優月刊誌『声優グランプリ』2004年1月号の誌面にて初披露。インタビュー記事が掲載され、「声優未経験でオーディションを突破したシンデレラガール」と評される。
翌2004年1月、上記オーディションにより、新房昭之監督によるOVA『コゼットの肖像』のヒロインに抜擢され、コゼット・ドーヴェルニュ役でデビュー。
同作品において、梶浦由記プロデュースによる主題歌「宝石」と挿入歌「Ballad」を担当した。
2007年、ドラマ『電車男』の劇中スピンオフアニメ『月面兎兵器ミーナ』の主人公・佃美奈 / 月城ミーナ役でテレビアニメ初主演。同作品において、中田ヤスタカプロデュースによるエンディングテーマ「ビューティフル・ストーリー」を担当した。
同年、長寿アニメラジオ番組『ノン子とのび太のアニメスクランブル』のアニメグランプリ部門において、2007年度（第17回）最優秀女性声優賞を受賞。
所属事務所ボイスアンドハートの事業撤退に伴い、2008年1月1日付けでシグマ・セブンに移籍。

#### 2010年代
2012年11月3日、母校である学習院大学にて学祭トークショーを行う。
2013年5月30日、自身初となる連載まとめ本『井上麻里奈 MariIro』を出版。
同年12月31日、第64回NHK紅白歌合戦において、Linked Horizonによるアニメ『進撃の巨人』のOP主題歌「紅蓮の弓矢 紅白スペシャルver.」が披露された際、アルミン・アルレルト役として冒頭のナレーションを担当した。
2014年、バンクーバー国際アニメ祭典「Anime Revolution 2014」にて、"INTERNATIONAL VOICE ACTOR AWARD"受賞。

### 現在まで
2021年4月4日より、JFNによる音楽ミニ番組『Good-Track!』のラジオパーソナリティを務める。
同年10月1日より、日本テレビ報道番組『news zero』の金曜ナレーターを、加えて2022年3月31日からは木曜ナレーターも担当している。
2022年1月1日より、所属事務所であるシグマ・セブンを退所し、青二プロダクションに移籍。
同年8月より、MCUシリーズにおける『シー・ハルク:ザ・アトーニー』で、主人公であるシー・ハルクの日本語版声優を務める。
2025年1月、5年ぶりに開催された青二プロダクションの新年会にて、新規加入者およそ20名を代表して挨拶を務めた。

## 人物・評価
音域はG - C。「役どころにあわせてさまざまな表情をみせつつも、まっすぐに、クリアに、人々の心に刺さる声」と評される。
『進撃の巨人』の大ファンと公言する関俊彦は、アルミン役の井上の演技に感銘を受けており、「誰からも愛される、すごくピュアな台詞を発する声優さん」と絶賛している。
名字の「井上」は芸名であり、デビュー当時のマネージャーが「姓名判断で良かったから」という理由で命名した。
ファンからの愛称は「マリーナ」。先輩からは「麻里奈」「麻里奈ちゃん」「まりな嬢」、後輩からは「井上さん」「麻里奈さん」、同年代からは「麻里奈」「麻里奈ちゃん」「まりなん」等と呼ばれている。
父親は現役時代に教師をしており、社会科を教えていた。母親は書道教室の先生をしており、幼少期の井上にも指南している。2歳年上で同じ誕生日の兄がおり、毎年お祝いメッセージを送っている。また、誕生日の当日にお祝いメッセージを送ってくれたファン一人一人に、仕事の合間を縫いながら日頃の感謝も込めた御礼の返信をする活動を2021年より毎年行っている。子供の頃の誕生日の際は必ず自分用と兄用にバースデーケーキが2つ用意され、親戚も集まって誕生日会をしていたので、食べる量も丁度よく、悲しい思いをしたことはなかったと語っている。また、幼少期は友達や従妹とのごっこ遊び以外では虫捕りや木登りをするなど非常に活発であり、兄と一緒に遊ぶことが多かったという 。

### 対人関係・影響
共演陣と懇意にすることが多く、朴璐美や緒方恵美 、前野智昭、田野アサミ、下田麻美、松澤ネキなど同業者や司会者からも人柄を評価されている。現場での座長としての立ち振る舞いで指針となっている人物には吉野裕行を挙げている。朴を師として慕い、主催する演劇や稽古に度々誘われるなど実力を評価され可愛がられており、朗読や公演等に定期的に参加している。青二プロダクションの新年会では、新人時代に担当したラジオ番組『神戸前向女学院。』から縁のある竹内健次郎社長の指名により、新規加入者挨拶の代表を務めた。
石川由依、諏訪彩花、三上枝織は、憧れの声優に井上を挙げている。特に石川とは『進撃の巨人』等で長きにわたり共演しており仲が良く、姉のように慕われ尊敬されている。同じく共演者である梶裕貴とは、他作品でも縁のある役柄で共演することが多く、共に「戦友」と認め合う間柄である。また、菅井友香（元・欅坂46および櫻坂46の初代キャプテン）は母校の後輩であり、憧れの人物に井上を挙げている。菅井は自身のラジオで井上をゲストに招き、長年の夢だった対面を果たして喜びの思いを綴った。ラジオのゲストで共演して以来、共に連絡先を交換し合う仲で、菅井が『進撃の巨人』と井上演じるアルミンを好きなこともあり、イベント「進撃の巨人10th ANNIVERSARY “ATTACK FES”」に菅井を特別に招待した。

### 趣味・嗜好
趣味はドライブ、写真。ドライブ中に流すお気に入りの曲は「Good Time」。温泉や旅行も好きで、仕事終わりやオフの日に車で出かけて各地の名所や季節の花や風景を観に行き、写真を撮っている。リフレッシュ方法は自然に触れること。学生時代の芝居では衣装や小道具も手掛けていたため特技に裁縫を挙げており、雑誌等の自身の企画で着る衣装は、既製品を自ら詰めたり縫い合わせたりしてアレンジすることもある。
風景や人物などのデッサン・絵を描くことも好きで、2〜3歳から色々な絵を描いていたという。イラストに定評があり、『月面兎兵器ミーナ』、『ハヤテのごとく!』、『ゼーガペイン』、『天元突破グレンラガン』、『さよなら絶望先生』、『みなみけ』、『戦場のヴァルキュリア』など、自身が出演した作品でも手掛けることがある。「梶裕貴 音声AIプロジェクト#そよぎフラクタル」における『進撃の巨人』の主人公・エレンの誕生日企画「悪魔の子」のカバーMVとして梶本人からオファーを受け、イラストを提供した。
ピアス恐怖症であり、ピアスホールを今まで一度も開けたことがなく、普段着けている耳飾りはすべてイヤリングである。
好きな食べ物は米飯と米飯に合うおかず。健康を意識して極力自炊を心がけている。好きな動物は猫で、実家では「ちくたん」という猫を長年飼っていたが、2024年の秋に大往生した。その後も実家では、井上の兄によって拾われた野良の雌猫が子猫を数匹出産している。

### 『井上麻里奈 MariIro』
2013年5月30日、声優雑誌『声優アニメディア』で毎月号連載されていた企画「MariIro」の約2年分の内容を一冊にまとめた自身初となる連載本『井上麻里奈 MariIro』を出版した。「MariIro」では、毎月ひとつの「色（もしくは模様）」をテーマにファッションとコーディネイトを紹介していた。フォトブック化されるにあたり、連載時に掲載されたものを含め、新たに撮り下ろしたものもまとめられている。
当初は本を出すということに抵抗を感じていたが、「応援してくださるファンの方や熱心にオファーし続けてくださった編集さんやスタッフの方への恩返しがしたいと思い、出させて頂くことを決断した」という。
同年6月22日、自身にとって約3年ぶりの対面イベントでもある『MariIro』発売記念サイン会が開催された。
その後も大ヒットを記録し、同年11月15日には増刷が決定した。2014年2月9日の増刷記念イベントでは、「ずっと悩んでいましたが、改めて本を出させて頂いて良かったなと実感し、皆様には感謝してもし尽せません。本当に有難うございました。引き続き『声優アニメディア』で連載の「Mariナビ」も楽しんで頂けるものをお見せしていけたらと思っているので、よろしくお願いします」と感謝の言葉を述べた。
堀江由衣は井上に憧れており、特に『MariIro』を気に入っている。上記の連載記事の大ファンで毎月欠かさずチェックしており、同じ担当編集者には「今月もかわいい」と感想を伝えているとのこと。両者が巻頭と巻末を飾った『Voice Actress』の対談では、「第2弾楽しみにしています！」という堀江のコメントに対して、「じゃあ公には出さず、堀江さんのためだけに作ります（笑）」と談笑を交えた約束を交わしている。また、同対談で堀江から要望された「外国のモデルさんが着るような可愛らしい服」を『声優アニメディア』2016年4月号の「Mariナビ」企画で着ており、約束を果たした。

## エピソード

### コゼットの肖像
デビュー作『コゼットの肖像』のヒロイン：コゼット役を決めるオーディションの一つには歌唱審査があり、課題曲が『機動戦士ガンダムSEED』のエンディング主題歌「あんなに一緒だったのに」だった。当時、オーディション審査会場に同席していた梶浦由記は、「この曲は歌うことが一見簡単そうで歌い手にとって実はとても難しい曲。だけど麻里奈ちゃんの歌がすごく良くて。メロディを歌いつつ、言葉をちゃんと歌おうとしている。演劇をやっていると知ってなるほど、何かを訴えかける力強さを持った声で素敵だな。だからきっとこういう歌もうまいだろうなと（コゼットの）仮歌を歌ってもらう前から思ってたんです。」と評した。また、井上の声優として初めての仕事が本作の主題歌「宝石」の収録であり、梶浦の自宅に通い詰めて練習、僅か1週間でレコーディングをした経緯がある。主題歌を歌うにあたり、コゼットの声と低めの声のどちらで歌うか悩んだが、作品や音楽の雰囲気に合わせて低めのハスキーな声で歌ったと語っている。
デビュー作でいきなりの主役級を演じたために、声優未経験でのスタートで苦労する面も多かったが、相手役の斎賀みつきら共演者に分からないことを聞いたり、優しく丁寧に教わったりしながら先輩たちのやることを見て覚え、声優としての知識や技術を吸収することができたと述べている。
井上は、10年後の2013年に『コゼットの肖像』Blu-rayが発売された際、謝辞として以下のように述べた。

### 少年役の挫折と喜び
デビュー1年目の大学在学中に『焼きたて!!ジャぱん 』（冠茂）の合格連絡を貰った時は、初めてTVアニメのオーディションで受かったレギュラーかつずっと憧れだった少年役だったこともあり、早くに演じる夢が叶ってとても嬉しかったと語っている。
一方で、デビュー3年目にオーディションで受かったゲーム『BLUE DRAGON』（シュウ）は、当時演じることを苦手としていた熱血主人公かつ叫ぶシーンが非常に多い役柄だっため、声量の調節と限界が分からず初めて喉を潰して病院へ通いながら収録するという、声優になって初めての大きな挫折を味わう。何度もリテイクを繰り返し、自分の演技のギャップに悩む日々だったが、当時の音響監督やスタッフに「井上さんが一番良いものを出せるように私たちは集まったんだから大丈夫だよ」と温かく支えてもらえたことで救われたとのこと。この時の経験が声帯を強くさせ、アフレコの幅も広がるなど大きな転機となり、様々な少年役を演じることに自信が持てたと述べている。また、自身の叫べる限界値を知ることにも繋がり、以後の作品で叫ぶ演技をする際は声量を自在に調節する等、本作で培った経験を一つの判断基準にしているとのこと。
以降、幼年～中学生まで様々な少年役を多数演じ、時にはハイティーンを演じることもある。『けんぷファー』（瀬能ナツル）では変身主人公ということもあり、男女の二役を一人で演じた。ほかにも、『デジモンクロスウォーズ』シリーズ（明石タギル）や『ベイブレードバースト』シリーズ（蒼井バルト）などの熱血少年主人公から、『進撃の巨人』シリーズ（アルミン・アルレルト）といった冷静で理知的な少年まで多数演じている。
特に『進撃の巨人』のアルミンは、10歳の少年期から22歳の青年期を10年にわたり最後まで一人で演じきり、物語のナレーションと次回予告も務めた。2013年12月31日、第64回NHK紅白歌合戦では、『進撃の巨人』の主題歌「紅蓮の弓矢」の冒頭ナレーションを担当し、「歴史ある紅白において、"声優"として関われたことを光栄に思います」と語っている。完結編の最終話において、アルミンが死んだエレンを抱いて泣き叫ぶシーンは自身のシャツを握りしめながら演じていた。このシーンは完結編放送後に『100カメ アニメ「進撃の巨人」最終話 トップ声優たちのアフレコに完全密着！』の番組内でも取り上げられる等、その演技力の高さを監督や制作スタッフをはじめ、メディアでも絶賛された。
また、青二プロダクションでジュニア所属の山崎真花は、本作を観て、井上の声と演技に感銘を受け声優を志したと述べている。

### 東映アニメーション作品
『スマイルプリキュア!』では緑川なお/キュアマーチを演じることが決定し、「変身ヒロインに憧れていたので、夢が叶って、報告を頂いたときは泣いて喜んだ」とのこと。
第16話では、青木れいか/キュアビューティの母・静子役の篠原恵美と共演した。篠原はかつて『美少女戦士セーラームーン』シリーズで木野まこと/セーラージュピターを演じており、第16話のアフレコの後で篠原から「麻里奈ちゃんが緑（のプリキュア）で嬉しい」と言われ、嬉しさのあまり泣きながら帰宅したという。
後に井上は『劇場版 美少女戦士セーラームーンCosmos』でセーラー戦士の一人である星野光/セーラースターファイターを担当している。2023年には、スリーライツのメンバーの一人として劇中歌「流れ星へ」と新曲「Star Line」を歌唱する。また、セーラー火球を演じた水樹奈々のFCライブにてシークレットゲストとして登場し、劇場版後編のOPでも歌った「セーラースターソング」のデュエットを披露した。

### 図書館戦争
『図書館戦争』では、文芸誌『ダ・ヴィンチ』2012年7月号にて、有川浩による『図書館戦争 革命のつばさ』特別インタビューが掲載された。本誌で有川は、アフレコにまつわる素敵なエピソードがあったと語った。「今回、当麻役のイッセー尾形さんは声優初挑戦だったんですね。みんなでアフレコをした後、イッセーさんが一人で声を別録りする機会があったんです。その時に、郁を演じた麻里奈ちゃんがブースに一人残って、“私も一緒に声を出していいですか？”って。相手とナマで気持ちを交換させたほうが、芝居は絶対良くなる。郁が最後まで当麻に寄り添ってくれたように、麻里奈ちゃんは自分の録りが終わっているのに、イッセーさんに寄り添うためだけに、声を出してくれたんですよ」と、井上の作品とキャラクターに対する深い愛情を改めて感じたという。
2020年8月22日、リバイバルコメンタリーイベントの記念すべき第1回目の作品として『図書館戦争』が選ばれる。前野智昭とともになかのZEROホールに登壇し、リバイバル上映の生コメンタリー、トークショーや生アフレコを披露した。
また、2021年には劇場アニメ化10周年記念としてWOWOWプラスにて放送され、前野とともに声優コメンタリーで出演し、インタビューが掲載された。

### 高橋留美子作品
『境界のRINNE』のオーディションを受けた時期は、偶然にも高橋留美子の代表作の一つである『らんま1/2』のDVD BOXを購入して視聴し続けている真っ只中だったとのこと。井上は、「小さい頃から当たり前のように親しんできた留美子先生の作品に携われることが光栄で、オーディションを受けられるだけでも幸せだった」「ヒロイン役に抜擢されて驚いたと同時に、嬉しくもありプレッシャーでもあった」と明かしている。
ヒロイン・真宮桜を演じるにあたり、「桜は普通の女の子だけど動じない。これまで感情を出すキャラクターを演じることが多かったので、当初は感情の振り幅を表現する難しさがあった」と同時に「桜は一見クールだけど、とても心温かい女の子。自分にとって桜はちょっとした挑戦の役であり、アフレコが進むにつれ、桜の微妙な感情の起伏を表現することが楽しみになっている」と語っている。
なお、桜役は指名によるオーディションで、原作者の高橋留美子によって直々に選ばれたという経緯がある。後にアフレコ現場を訪れた高橋から「麻里奈ちゃんが桜を演じてくれてとても嬉しい」と言われたことに、井上は「留美子先生とお会いするといつもホッとして、自然に涙が出てくるんです。声優をやっていて、本当によかったと思いました」と嬉しさを表している。
また、高橋は後のインタビューでも「声がついてより生き生きとしたキャラクター」に桜を挙げており、「井上さんが桜のキャラを守りながら、とても可愛らしくより魅力的に演じてくださっているので、よくぞやってくれた！とすごく有難いなと思っています」と評している。
出演作の『境界のRINNE』や上記の『らんま1/2』以外の高橋作品も読了しており、中でも感銘を受けた作品に『めぞん一刻』を挙げている。
また、事務所の先輩であり『うる星やつら』のヒロイン・ラム役である平野文とは、『境界のRINNE』で桜の母役や2022年版の『うる星やつら』で共演し、ともに高橋留美子作品のヒロインを演じている仲である。当時の『うる星やつら』のアフレコ秘話等を教えてもらうなど親交を深め、2022年には福岡県、2023年には福井県にてトークショーを開催している。

### 新房昭之作品
デビュー作である『コゼットの肖像』から監督として携わり、『さよなら絶望先生』シリーズなど数々の監督作品で井上を見てきた新房昭之は、『〈物語〉シリーズ』の老倉育役の声優に井上を起用したことに関し、老倉の魅力を声の部分で表現できるのは小説を読んでいる時から井上だというイメージがあり、〈物語〉シリーズのキャストはほぼオーディションで決めているが、今回は異例に直接指名したと語っている。
また、『3月のライオン』原作者の羽海野チカは、老倉が本作の主人公の姉・幸田香子と重なるイメージがあったため、アニメで老倉役を演じた井上に香子を演じてほしいと希望したという。

## 出演
太字はメインキャラクター。

### テレビアニメ
2004年
- おれたちイジワルケイ（しらんプリン）
- 学園アリス（原田美咲、小湊ちか）
- tactics（ロザリー）
- 月詠 -MOON PHASE-（森丘耕平〈少年時代〉）
- 焼きたて!!ジャぱん（冠茂）

2005年
- うえきの法則（天界人の女の子、母、美女B）
- 銀盤カレイドスコープ（本城ミカ）
- 地獄少女（来島薫子）

2006年
- エンジェル・ハート（凪砂）
- おろしたてミュージカル 練馬大根ブラザーズ（カラクリ刑事 ユキカ）
- 牙 -KIBA-（レベッカ、ジェサラ、ピーノ、モレノ、少女アイシャ）
- ゼーガペイン（ミナト）
- 009-1（009-7 / ミア・コネリー）
- ハチミツとクローバーII（子供）
- BLACK BLOOD BROTHERS（悪ガキ）
- BLOOD+

2007年
- エル・カザド（リリオ）
- おおきく振りかぶって（三橋瑠里）
- がくえんゆーとぴあ まなびストレート!（上原むつき）
- キスダム -ENGAGE planet-（桐井冬音）
- 月面兎兵器ミーナ（佃美奈 / 月城ミーナ）
- さよなら絶望先生（2007年 - 2009年、木津千里 他） - 3シリーズ
- 灼眼のシャナ シリーズ（2007年 - 2012年、“彩飄”フィレス） - 2シリーズ
- スイスイ!フィジー!（しまこ先生、カイカイくん、ぱっちりさん）
- 素敵探偵☆ラビリンス（古賀楽太）
- D.Gray-man（エルダ）
- 地球へ…（セキ・レイ・シロエ）
- 天元突破グレンラガン（ヨーコ・リットナー）
- 爆丸バトルブローラーズ（アキラ、リョウ、ナエ、コンバ、シャイア）
- BACCANO! -バッカーノ!-（イブ・ジェノアード）
- ハヤテのごとく!（2007年 - 2013年、橘ワタル、暮里詩音、ヨメ、息子） - 4シリーズ
- ぼくらの（サンタ / 矢村三太）
- 魔法少女リリカルなのはシリーズ（2007年 - 2015年、エリオ・モンディアル、チンク・ナカジマ、ウェンディ・ナカジマ） - 2シリーズ
- みなみけ（2007年 - 2013年、南夏奈） - 4シリーズ
- ムシウタ（御嶽アンネリーゼ / 霞王）
- もえたん（シズク / マジカルしずく）

2008年
- あかね色に染まる坂（霧生つかさ）
- あまつき（鶴梅）
- イタズラなKiss（品川真理奈）
- 狂乱家族日記（マダラ、客〈ライオン〉）
- シュガーバニーズ ショコラ!（ニコラ・デルヴォー）
- スキップ・ビート!（最上キョーコ）
- セキレイ（2008年 - 2010年、月海） - 2シリーズ
- 絶対可憐チルドレン（雲居悠理 / ファントム・ドーター、兵部京介〈少年時代〉）
- 図書館戦争（笠原郁）
- のらみみ（古山の娘、男の子）
- ハローキティ りんごの森とパラレルタウン（ウィリアム）
- ひだまりスケッチ シリーズ（2008年 - 2010年、藤堂先輩） - 2シリーズ + 特別編
- まかでみ・WAっしょい!（マリエラ）
- 魔法遣いに大切なこと 〜夏のソラ〜（浅葱ほのみ）

2009年
- うみねこのなく頃に（右代宮朱志香）
- けんぷファー（瀬能ナツル、ハラキリトラ〈第12話〉）
- こばと。（田所むつみ）
- シュガーバニーズ フルール（アニエス・モネ、ニコラ・デルヴォー）
- 07-GHOST（フラウ〈少年時代〉）
- 戦場のヴァルキュリア（アリシア・メルキオット）
- 花咲ける青少年（倣立人〈幼少時代〉）
- マリア様がみてる 4thシーズン（内藤笙子）
- まりあ†ほりっく（2009年 - 2011年、汐王寺茉莉花） - 2シリーズ
- メタルファイト ベイブレード（2009年 - 2012年、波佐間ヒカル） - 3シリーズ
- ヤッターマン（チルチル・ミチル・ミチタリーヌ）

2010年
- アイアンマン（亜紀）
- 裏切りは僕の名前を知っている（叢雨十瑚）
- 学園黙示録 HIGHSCHOOL OF THE DEAD（宮本麗）
- 黒執事II（ルカ・マッケン）
- COBRA THE ANIMATION（エリス）
- テガミバチ REVERSE（マナ・ジョーンズ）
- マリー&ガリー ver.2.0（2010年 - 2011年、ノリカ）
- MAJOR 6th season（ソフィア・リード）
- 夢色パティシエール（フランソワ・アジャーニ）

2011年
- IS 〈インフィニット・ストラトス〉（2011年 - 2013年、ラウラ・ボーデヴィッヒ） - 2シリーズ
- X-MEN（韮崎理子）
- お兄ちゃんのことなんかぜんぜん好きじゃないんだからねっ!!（土浦彩葉）
- 境界線上のホライゾン（2011年 - 2012年、ネイト・ミトツダイラ） - 2シリーズ
- けんぷファー für die Liebe（瀬能ナツル）
- 極上!!めちゃモテ委員長 セカンドコレクション（氷室衣舞〈子供時代〉）
- SKET DANCE（吉備津百香）
- そふてにっ（木場澄乃）
- ダンボール戦機（2011年 - 2013年、川村アミ） - 2シリーズ
- デジモンクロスウォーズ 〜時を駆ける少年ハンターたち〜（明石タギル）
- フリージング（2011年 - 2013年、シフォン＝フェアチャイルド） - 2シリーズ
- 僕は友達が少ない（2011年 - 2013年、三日月夜空） - 2シリーズ
- Rio RainbowGate!（Rio / リオ・ロリンズ・タチバナ）

2012年
- スマイルプリキュア!（2012年 - 2013年、緑川なお / キュアマーチ、緑川ゆい、バッドエンドマーチ）
- 超速変形ジャイロゼッター（2012年 - 2013年、轟駆流、轟奈々子）
- はぐれ勇者の鬼畜美学（七瀬遥）
- 武装神姫（イーア姉さん / マーメイド型 イーアネイラ）
- ルパン三世 東方見聞録 〜アナザーページ〜（リサ・アルジェント）

2013年
- 犬とハサミは使いよう（夏野霧姫）
- ガリレイドンナ（アンナ・ヘンドリックス）
- キルラキル（大暮麻衣子）
- 進撃の巨人（2013年 - 2023年、アルミン・アルレルト、ナレーション） - 8シリーズ
- デート・ア・ライブ（2013年 - 2024年、夜刀神十香） - 5シリーズ
- 東京レイヴンズ（弓削麻里）
- 名探偵コナン（2013年 - 2024年、桃園琴音、筑波芽衣、中田由水）
- やはり俺の青春ラブコメはまちがっている。（2013年 - 2020年、三浦優美子） - 3シリーズ
- ログ・ホライズン（2013年 - 2021年、カナミ） - 3シリーズ

2014年
- アオハライド（明日美）
- ウィザード・バリスターズ 弁魔士セシル（江来利クイン）
- M3〜ソノ黒キ鋼〜（須崎、幼アカシ）
- お姉ちゃんが来た（望月マリナ）
- PSYCHO-PASS サイコパス 2（酒々井水絵、東金朔夜〈幼少期〉）
- 星刻の竜騎士（レベッカ・ランドール）
- 七つの大罪（2014年 - 2021年、ジェリコ） - 4シリーズ + 特別編
- のうりん（良田胡蝶）
- バディ・コンプレックス（アネッサ・ロセッティ） - 1シリーズ + 特別編
- ハピネスチャージプリキュア!（キュアマーチ） - 10周年メッセージ
- HUNTER×HUNTER（アマネ）
- ブレイク ブレイド（ナルヴィ・ストライズ）
- ブレイドアンドソウル（ユウ）
- ポケットモンスター XY（2014年 - 2016年、エル / エレーナ） - 2シリーズ
- 魔法科高校の劣等生（2014年 - 2024年、渡辺摩利） - 3シリーズ

2015年
- アクエリオンロゴス（林真央）
- 終物語 / 続・終物語（2015年 - 2019年、老倉育） - 2シリーズ
- 境界のRINNE（2015年 - 2017年、真宮桜） - 3シリーズ
- 金田一少年の事件簿R（南麗晶）
- 銀魂゜（池田朝右衛門）
- ケイオスドラゴン 赤竜戦役（忌ブキ）
- 銃皇無尽のファフニール（キーリ・スルト・ムスペルヘイム）
- 進撃!巨人中学校（アルミン・アルレルト）
- パンチライン（伊里達遊太）

2016年
- クレヨンしんちゃん（あざみ）
- 3月のライオン（2016年 - 2018年、幸田香子、幸田歩） - 2シリーズ
- パズドラクロス（2016年 - 2018年、ハル）
- ベイブレードバースト（2016年 - 2022年、蒼井バルト、カリーナ・ブーン、ヴァルキリー、赤刃ナル） - 6シリーズ
- 僕のヒーローアカデミア（2016年 - 2024年、八百万百） - 7シリーズ
- マジきゅんっ!ルネッサンス（庵條瑠衣〈少年時代〉）

2017年
- トミカハイパーレスキュー ドライブヘッド 機動救急警察（マイコ）
- 縁結びの妖狐ちゃん（清瞳）

2018年
- ゆるキャン△（2018年 - 2024年、各務原桜） - 3シリーズ
- ダーリン・イン・ザ・フランキス（ナナ）
- 伊藤潤二『コレクション』（由紀）
- フルメタル・パニック! Invisible Victory（サビーナ・レフニオ）
- あかねさす少女（森須クロエ）
- からくりサーカス（2018年 - 2019年、ヴィルマ・ソーン）

2019年
- フューチャーカード 神バディファイト（花園エデン）
- どろろ（お須志）
- 異世界チート魔術師（女騎士、スミェーラ）
- コップクラフト（キャメロン・エステファン）
- この世の果てで恋を唄う少女YU-NO（アマンダ）
- ポチっと発明 ピカちんキット（バッジマン〈幼少期〉）
- 妖怪学園Y 〜Nとの遭遇〜（2019年 - 2021年、玉田マタロウ）

2020年
- ポケットモンスター（2020年 - 2022年、ソニア）
- 恋とプロデューサー〜EVOL×LOVE〜（少年時代のシモン）
- 戦翼のシグルドリーヴァ（天塚・弥生）
- 呪術廻戦（2020年 - 2023年、禪院真依） - 2シリーズ
- トニカクカワイイ（大家）

2021年
- ワンダーエッグ・プライオリティ（みこ）
- 新幹線変形ロボ シンカリオンZ（2021年 - 2022年、明星アケノ、アストレア）
- ふしぎ駄菓子屋 銭天堂（青木潤）
- 魔法科高校の優等生（渡辺摩利）
- 進化の実〜知らないうちに勝ち組人生〜（2021年 - 2023年、アルトリア・グレム） - 2シリーズ
- メガトン級ムサシ（2021年 - 2023年、マーガレット・ブレクネン） - 2シリーズ

2022年
- オリエント（長舩ミツル）
- ちびまる子ちゃん（かよちゃんの母）
- 赤ちゃん本部長（中川）
- ラブオールプレー（水嶋朝子）
- 社畜さんは幼女幽霊に癒されたい。（香織）
- RWBY 氷雪帝国（ウィットリー・シュニー）
- 咲う アルスノトリア すんっ!（ハミット）
- デジモンゴーストゲーム（2022年 - 2023年、エマ・ヘインズ）
- チェンソーマン（デンジ幼少期）
- うる星やつら (2022)（2022年 - 2024年、面堂了子）- 2シリーズ

2023年
- 不滅のあなたへ（ハイロ〈少年〉）
- アニ×パラ〜あなたのヒーローは誰ですか〜（湧別恵梨香）
- 逃走中 グレートミッション（2023年 - 2025年、西洞院ルナ）
- 鬼滅の刃（2023年 - 2024年、鳴女） - 2シリーズ
- BIRDIE WING -Golf Girls' Story-（リメルダ）
- 転生貴族の異世界冒険録〜自重を知らない神々の使徒〜（アーロン）
- Lv1魔王とワンルーム勇者（メネヒルト）
- 好きな子がめがねを忘れた（小村楓〈幼少〉）
- AIの遺電子（トゥー・フィー）
- 聖剣学院の魔剣使い（レオニス・デス・マグナス）
- 冒険者になりたいと都に出て行った娘がSランクになってた（ヘルベチカ・ボルドー）
- MFゴースト（2023年 - 2024年、アグネス・ベッケンバウアー） - 2シリーズ
- Paradox Live THE ANIMATION（黒ぶち魔王デラックス）
- PLUTO（Dr.ルーズベルト）
- め組の大吾 救国のオレンジ（2023年 - 2024年、永田桜）
- 婚約破棄された令嬢を拾った俺が、イケナイことを教え込む（クリス）
- デッドマウント・デスプレイ（ラカベニア）

2024年
- 最弱テイマーはゴミ拾いの旅を始めました。（ミーラ）
- 七つの大罪 黙示録の四騎士（ローブの女 / ジェリコ） - 2シリーズ
- SHAMAN KING FLOWERS（ブラックメイデン）
- HIGHSPEED Étoile（神楽千登世）
- ONE PIECE（孔雀）
- 杖と剣のウィストリア（黒衣の魔女）
- デリコズ・ナーサリー（ローザ）
- オーイ!とんぼ（2024年 - 2025年、栗須エマ）
- アサティール2 未来の昔ばなし（2024年 - 2025年、六女 マラーク、次男 サイード）
- BLEACH 千年血戦篇-相剋譚-（ユーゴー）

2025年
- 日本へようこそエルフさん。（ルゥドリ）
- キン肉マン 完璧超人始祖編（ニコライ〈子供〉）
- ＃コンパス2.0 戦闘摂理解析システム（深川まとい）
- パウ・パトロール（ワイルド）
- 陰陽廻天 Re:バース（カズラ）
- その着せ替え人形は恋をする Season 2（神影ルナ）
- 勇者パーティーを追放された白魔導師、Sランク冒険者に拾われる 〜この白魔導師が規格外すぎる〜（マーリン）
- ウィッチウォッチ（見晴の母）

### 劇場アニメ
2006年
- 鉄コン筋クリート（宝町の皆さん）

2008年
- 劇場版 天元突破グレンラガン（2008年 - 2009年、ヨーコ・リットナー） - 2作品

2010年
- 劇場版メタルファイト ベイブレードVS太陽 灼熱の侵略者ソルブレイズ（波佐間ヒカル）
- 劇場版ブレイク ブレイド（ナルヴィ・ストライズ）
- ルー＝ガルー（都築美緒）

2011年
- 劇場版 ハヤテのごとく! HEAVEN IS A PLACE ON EARTH（橘ワタル）
- 劇場版 魔法先生ネギま! ANIME FINAL（犬上小太郎）

2012年
- 映画 スマイルプリキュア! 絵本の中はみんなチグハグ!（緑川なお / キュアマーチ）
- 映画 プリキュアオールスターズシリーズ（2012年 - 2018年、緑川なお / キュアマーチ） - 4作品
- 劇場版 イナズマイレブンGO vs ダンボール戦機W（川村アミ）
- 図書館戦争 革命のつばさ（笠原郁）
- ドットハック セカイの向こうに（戸倉知永子）

2013年
- AURA 〜魔竜院光牙最後の闘い〜（大島弓菜）

2014年
- 劇場版 進撃の巨人（2014年 - 2018年、アルミン・アルレルト） - 3作品

2015年
- 劇場版デート・ア・ライブ 万由里ジャッジメント（夜刀神十香）
- 映画ドラえもん のび太の宇宙英雄記（アロン）

2016年
- ゼーガペインADP（ミナト）

2017年
- 劇場版 魔法科高校の劣等生 星を呼ぶ少女（渡辺摩利）

2018年
- 僕のヒーローアカデミア THE MOVIEシリーズ（2018年 - 2019年、八百万百） - 2作品

2019年
- 映画 妖怪学園Y 猫はHEROになれるか（玉田マタロウ）

2020年
- 巨蟲列島（榎稲穂）

2021年
- 劇場版 七つの大罪 光に呪われし者たち（ジェリコ）
- 劇場版 呪術廻戦 0（禪院真依）

2022年
- バブル（アンダーテイカー・リーダー）
- 映画 ゆるキャン△（各務原桜）

2023年
- 映画ドラえもん のび太と空の理想郷（マリンバ）
- 劇場版 美少女戦士セーラームーンCosmos（セーラースターファイター / 星野光） - 前後編

2024年
- ゼーガペインSTA（ミナト）
- 劇場版 進撃の巨人 完結編 THE LAST ATTACK（アルミン・アルレルト）

2025年
- 劇場版 BULLET/BULLET（ギア） - 前後編

### OVA
2000年代
- コゼットの肖像（2004年、コゼット・ドーヴェルニュ）
- 東京マーブルチョコレート（2007年、ミキ）
- KITE LIBERATOR（2008年、野口百南花）
- さよなら絶望先生シリーズ（2008年 - 2009年、木津千里） - 『獄』『懺』
- 魔法先生ネギま! OADシリーズ（2008年 - 2009年、犬上小太郎） - 2作品
- あかね色に染まる坂 ハードコア（2009年、霧生つかさ）
- ハヤテのごとく!! アツがナツいぜ 水着編!（2009年、橘ワタル）
- みなみけ（2009年 - 2012年、南夏奈） - 3作品

2010年代
- 絶対可憐チルドレン 〜愛多憎生! 奪われた未来?〜（2010年、ファントム・ドーター / 雲居悠理）
- IS〈インフィニット・ストラトス〉アンコール 恋に焦がれる六重奏（2011年 - 2014年、ラウラ・ボーデヴィッヒ） - 2作品
- 学園黙示録 ドリフターズ・オブ・ザ・デッド（2011年、宮本麗）
- 戦場のヴァルキュリア3 誰がための銃瘡（2011年、アリシア・メルキオット）
- 猫神やおよろず（2012年、幽霊少女）
- 僕は友達が少ない あどおんでぃすく（2012年、三日月夜空）
- 進撃の巨人（2013年 - 2014年、アルミン・アルレルト、ナレーション） - 4作品
- 七つの大罪（2015年、ジェリコ〈幼少期〉）
- ゼーガペインADP（2016年、ミナト）

2020年代
- OVA アズールレーン Queen's Orders（2023年、リシュリュー、ジャン・バール）

### Webアニメ
2000年代
- 亡念のザムド（2008年、コバコ）

2010年代
- 武装神姫 MOON ANGEL（2011年、ツバサ、アテナ）
- +チック姉さん（2011年、マキマキ）
- ファントム オブ キル -Zeroからの反逆-（2016年、看護師）
- ポケモンジェネレーションズ（2017年、パキラ）
- 40周年だよ!! コロコロオールスター小学校（2017年、蒼井バルト）
- ベイブレードバースト ガチ（2019年 - 2020年、蒼井バルト）

2020年代
- ベイブレードバースト スパーキング（2020年 - 2021年、蒼井バルト）
- 銀魂 THE SEMI-FINAL 万事屋篇（2021年、池田朝右衛門）
- どるふろ -癒し篇2-（2021年、6P62）
- ベイブレードバースト ダイナマイトバトル（2021年 - 2022年、蒼井バルト）
- スーパードラゴンボールヒーローズ プロモーションアニメ（2022年、アイオス、案内人）
- ロマンティック・キラー（2022年、香月亜里紗）
- トミカヒーローズ ジョブレイバー 特装合体ロボ（2022年、宅急便ジョブロイド TARO）
- 崩壊:スターレイル ショートアニメ「飛光」（2023年、彦卿）
- 七つの大罪 怨嗟のエジンバラ（2023年、ジェリコ）
- PLUTO（2023年、Dr.ルーズベルト)
- 〈物語〉シリーズ オフ&モンスターシーズン（2024年、老倉育）
- ライジングインパクト（2024年、スフィーダ・ボネール）
- ゴーゴートに乗って（2024年、リュカ）
- BULLET/BULLET（ギア）

### ゲーム
2005年
- 空色の風琴 -Remix-（フローリア）

2006年
- BLOOD+ ONE NIGHT KISS（池川忍）
- ブルードラゴン（シュウ）

2007年
- エンジェル・プロファイル（テレサ）
- がくえんゆーとぴあ まなびストレート! キラキラ☆Happy Festa!（上原むつき）
- グラナド・エスパダ（カリュケ）
- 月面兎兵器ミーナ 〜ふたつのPROJECT M〜（佃美奈 / 月城ミーナ）
- 天元突破グレンラガン（ヨーコ）
- ハヤテのごとく! ボクがロミオでロミオがボクで（橘ワタル）
- 焼きたて!! ジャぱん ゲーム1号パンタジックグランプリ（冠茂）

2008年
- あかね色に染まる坂 ぱられる（霧生つかさ）
- アヴァロンコード（ナナイーダ・シール）
- アルカナハート2（ペトラ・ヨハンナ・ラーゲルクヴィスト）
- グラナド・エスパダ プラス（カリュケ）
- スティールプリンセス 〜盗賊皇女〜（アニス）
- 戦場のヴァルキュリア（アリシア・メルキオット）
- Dance Dance Revolution SuperNOVA 2（『Trust』歌唱）
- テイルズ オブ ハーツ（コハク・ハーツ）
- ハヤテのごとく! お嬢様プロデュース大作戦 ボク色にそまれっ!（橘ワタル）
- 武装神姫 BATTLE RONDO（マーメイド型MMS イーアネイラ）
- ブレイザードライブ（ミソラ）
- Breath 吐息は茜色（柊美音）

2009年
- あかね色に染まる坂 ぽーたぶる（霧生つかさ）
- アルカナハート3（ペトラ・ヨハンナ・ラーゲルクヴィスト）
- Another Time Another Leaf 鏡の中の探偵（桜音楓 / 朱葉）
- セキレイ 〜未来からのおくりもの〜（月海）
- テイルズ オブ グレイセス（かめにん、ダークかめにん、コハク・ハーツ）
- テイルズ オブ バーサス（コハク・ハーツ）
- バトルスピリッツ 輝石の覇者（霧笛セイヤ）
- ハヤテのごとく!! ナイトメアパラダイス（橘ワタル）
- FINAL FANTASY CRYSTAL CHRONICLES Echoes of Time（シェルロッタ）
- ペルソナ3 ポータブル（女性主人公）
- 魔女になる。（ダーニャ）
- メタルファイト ベイブレード ガチンコスタジアム（波佐間ヒカル）
- メタルファイト ベイブレード 爆誕!サイバーペガシス（波佐間ヒカル）

2010年
- アガレスト戦記2（イヴァ / ヴァルナ）
- うみねこのなく頃に 〜魔女と推理の輪舞曲〜（右代宮朱志香）
- 裏切りは僕の名前を知っている -黄昏に堕ちた祈り-（叢雨十瑚）
- エストポリス（セレナ）
- Angelic Crest（女主人公）
- えんむす!（本郷アサキ）
- 家庭教師ヒットマンREBORN! 絆のタッグバトル（レンジー）
- グラナド・エスパダ ルネッサンス（カリュケ）
- サモンナイトグランテーゼ 滅びの剣と約束の騎士（ミレット）
- 戦場のヴァルキュリア2 ガリア王立士官学校（アリシア・ギュンター / アリシア・メルキオット）
- ソ・ラ・ノ・ヲ・ト 乙女ノ五重奏（キリエ / 九音綺莉重）
- デッド オア アライブ パラダイス（Rio）
- 電撃のピロト〜天空の絆〜（ガート）
- ノーモア★ヒーローズ 英雄たちの楽園（シルヴィア・クリステル）
- ぱすてるチャイムContinue（シルビア・コール）
- 花と乙女に祝福を 〜春風の贈り物〜（獅堂沙織）
- ひぐらしのなく頃に絆 第四巻・絆（園崎麻央）
- フリフリ! サルゲッチュ（ツクシ）
- メタルファイト ベイブレード 頂上決戦! ビッグバン・ブレーダーズ（波佐間ヒカル）
- メタルファイト ベイブレード 爆神スサノオ襲来!（波佐間ヒカル）
- メタルファイト ベイブレード ポータブル 超絶転生! バルカンホルセウス（波佐間ヒカル）
- ラストランカー（レン）

2011年
- インスタントブレイン（謹飾ミクリ）
- うみねこのなく頃に散 〜真実と幻想の夜想曲〜（右代宮朱志香）
- うみねこのなく頃に Portable（右代宮朱志香）
- 黄金夢想曲X（右代宮朱志香）
- ケイオスリングス（ミューシャ）
- 戦場のヴァルキュリア3（アリシア・メルキオット）
- 第2次スーパーロボット大戦Z 破界篇 / 再世篇（2011年 - 2012年、ヨーコ・リットナー / ヨマコ） - 2作品
- ダンボール戦機（川村アミ）
- ダンボール戦機 ブースト（川村アミ）
- つくものがたり（藤間しのぶ）
- DIVINA（土浦彩葉）
- テイルズ オブ ザ ワールド レディアント マイソロジー3（コハク・ハーツ）
- トキメキファンタジー ラテール
- ときめき★プロダクション
- トリックスター（ミナリス）
- 花と乙女に祝福を 〜春風の贈り物〜 Portable（獅堂沙織）
- ファイナルファンタジー零式（セツナ、ヴァジュラ）
- 武装神姫 BATTLE MASTERS Mk.2（マーメイド型MMS イーアネイラ）

2012年
- アーシャのアトリエ 〜黄昏の大地の錬金術士〜（アーシャ・アルトゥール）
- アトランティカ（リーバ・ファウスト）
- Alliance of Valiant Arms（ジニー）
- Wizardry Online
- 女の子と密室にいたら○○しちゃうかもしれない。（伊藤つばさ）
- 幻想水滸伝 紡がれし百年の時（ミュラ）
- CODE OF PRINCESS（ソランジュ・ブランシュフルール・ド・リュクス）
- シャイニング・ブレイド（アルティナ）
- ストリートファイター X 鉄拳（クリスティ）
- スマイルプリキュア! レッツゴー! メルヘンワールド（緑川なお / キュアマーチ）
- たっち、しよっ! 〜Love Application〜（滝川葵）
- テイルズ オブ イノセンス R（コハク・ハーツ）
- テイルズ オブ ザ ヒーローズ ツインブレイヴ（コハク・ハーツ）
- 僕は友達が少ない ぽーたぶる（三日月夜空）
- 桃色大戦ぱいろん（麗、紫苑）
- 嫁コレ（三日月夜空、南夏奈、夏野霧姫）

2013年
- エルソード（エリシス）
- カオス ヒーローズ オンライン（アリシア・メルキオット）
- 境界線上のホライゾン PORTABLE（ネイト・ミトツダイラ）
- 真・女神転生IV（ヒカル）
- スーパーロボット大戦Operation Extend（ヨーコ）
- スロッターマニアV 学園黙示録HIGHSCHOOL OF THE DEAD（宮本麗）
- 戦国大戦 -1590 葵 関八州に起つ-（水心、如春尼〈1590〉、亀姫、五郎八姫、SS小松姫、EX立花誾千代）
- 蒼穹のスカイガレオン（アテナ / ミネルヴァ）
- チェインクロニクル（2013年 - 2024年、アルティナ、アーシャ・アルトゥール、アリシア、テラドライブ、ギーゼラ、メディア、ギーゼラ、ラヴィヴィサ）
- 超速変形ジャイロゼッター アルバロスの翼（轟カケル、久堂ナオ）
- デート・ア・ライブ 凜祢ユートピア（夜刀神十香）
- テイルズ オブ ハーツ R（コハク・ハーツ）
- とある魔術と科学の群奏活劇（ソーズティ＝エキシカ）
- マクロス30 銀河を繋ぐ歌声（アイシャ・ブランシェット）
- やはりゲームでも俺の青春ラブコメはまちがっている。（三浦優美子）

2014年
- アーマトゥスの騎士（角折リオ）
- アルカナハート3 Love Max!!!!!（ペトラ・ヨハンナ・ラーゲルクヴィスト）
- アンジュ・ヴィエルジュ 〜第2風紀委員 ガールズバトル〜（アーシア、真田玲香）
- IS 〈インフィニット・ストラトス〉 ヴァーサスカラーズ（ラウラ・ボーデヴィッヒ）
- IS 〈インフィニット・ストラトス〉 2 イグニッション・ハーツ（ラウラ・ボーデヴィッヒ）
- M3〜ソノ黒キ鋼〜///MISSION MEMENTO MORI（須崎）
- オメガクインテット（モモカ）
- グランブルーファンタジー（2014年 - 2024年、クリスティーナ、アルミン、アズラエル&イスラフィル、バイヴカハ〈バズヴ〉）
- グリモア〜私立グリモワール魔法学園〜（メアリー・ウィリアムズ）
- 神撃のバハムート（アマリア、クリスティーナ）
- スーパーヒーロージェネレーション（アルフロディ・セオ、ドガ・セオ）
- SKYLOCK 神々と運命の五つ子（アスク、ルナ）
- スカッとゴルフ パンヤ（セシリア）
- 戦国闘檄〜バーニングスピリッツ〜（江）
- 戦場のウエディング（炎帝エスメラルダ）
- 超ヒロイン戦記（ラウラ・ボーデヴィッヒ）
- 第3次スーパーロボット大戦Z 時獄篇 / 天獄篇（ヨーコ）
- テイルズウィーバー（ジナパ・ジェン・ジュスクールド）
- テイルズ オブ アスタリア（コハク・ハーツ）
- テイルズ オブ ザ ワールド レーヴ ユナイティア（コハク・ハーツ）
- テイルズ オブ リンク（コハク・ハーツ）
- デート・ア・ライブ 或守インストール（夜刀神十香）
- 電撃文庫 FIGHTING CLIMAX（アリシア）
- ファンタシースターオンライン2（アルティナ）
- ファントム オブ キル（マサムネ、グラム）
- フリーダムウォーズ（シルヴィア・アナスターシ）
- ブレードアークス from シャイニング（アルティナ）
- ブレイドアンドソウル（ユウ）
- 魔法科高校の劣等生 Out of Order（渡辺摩利）
- 魔法科高校の劣等生 LOST ZERO（渡辺摩利）
- モンスターハンター メゼポルタ開拓記（ルビー）

2015年
- IS 〈インフィニット・ストラトス〉 2 ラブ アンド パージ（ラウラ・ボーデヴィッヒ）
- ウチの姫さまがいちばんカワイイ（黒雨姫 ラウラ・ボーデヴィッヒ）
- スーパーロボット大戦BX（アイシャ・ブランシェット）
- セブンスドラゴンIII code:VFD（ブリジルト、キャラクターメイク）
- 戦国大戦 -1615 大坂燃ゆ、世は夢の如く-（隆精院、武姫）
- テイルズ オブ ゼスティリア（かめにん、ダークかめにん）
- デート・ア・ライブ Twin Edition 凜緒リンカーネイション（夜刀神十香）
- トラウマスター（法城茜）
- ドラえもん のび太の宇宙英雄記（アロン）
- ドラゴンクエストヒーローズ 闇竜と世界樹の城（ビアンカ）
- ドラゴンズドグマ オンライン（イリス）
- 七つの大罪 ポケットの中の騎士団（ジェリコ）
- ひぐらしのなく頃に粋（園崎魔央）
- ブレードアークス from シャイニングEX（アルティナ）
- 電撃文庫 FIGHTING CLIMAX IGNITION（アリシア）
- ポッ拳 POKKÉN TOURNAMENT（ニア）
- ポポロクロイス牧場物語（マルメラ）
- リベリオン ブレイド（ラド）
- Wonderland Wars（サンドリヨン、アシェンプテル、水精ウンディーネ、玄奘三蔵、留玉臣）

2016年
- ヴァルキリーコネクト（2016年 - 2025年、ベルタ、ラド、イプサム、セピス、愛女神シェヴン、露華の観測者セピス）
- 御城プロジェクト:RE（ノイシュヴァンシュタイン城、吉野ヶ里、躑躅ヶ崎館、浜松城、曳馬城）
- OZ Chrono Chronicle（チェルノシカ）
- 逆転裁判6（宝月茜）
- ＃コンパス 戦闘摂理解析システム（深川まとい）
- 真空管ドールズ（マジック藍）
- 進撃の巨人（アルミン・アルレルト）
- 戦国乙女〜LEGEND BATTLE〜（長宗我部モトチカ）
- 蒼空のリベラシオン（ヴェロニカ）
- 空と大地のクロスノア（アストリア）
- テイルズ オブ ベルセリア（ホワイトかめにん）
- トラウマスター∞（法城茜）
- ドラゴンクエストヒーローズII 双子の王と予言の終わり（ビアンカ）
- パンチライン（伊里達遊太）
- ブレス オブ ファイア6 白竜の守護者たち（女性主人公）
- ベイブレードバースト（蒼井バルト）
- 僕のヒーローアカデミア バトル・フォー・オール（八百万百）
- ポッ拳 POKKÉN TOURNAMENT Wii U版（ニア）
- 魔法図書館キュラレ（ミウ）
- やはりゲームでも俺の青春ラブコメはまちがっている。続（三浦優美子）
- ワールド オブ ファイナルファンタジー（シェルロッタ）

2017年
- IS 〈インフィニット・ストラトス〉 アーキタイプ・ブレイカー（ラウラ・ボーデヴィッヒ）
- エンドライド -X fragments-（フレイア）
- 陰陽師本格幻想RPG（鳳凰火、雪童子）
- キャプテン翼〜たたかえドリームチーム〜（早川あづみ）
- クロノスエイジ（コンダクター）
- この世の果てで恋を唄う少女YU-NO（アマンダ）
- スーパーロボット大戦V（サビーナ・レフニオ）
- セブンズストーリー（アルフ）
- 閃乱カグラ PEACH BEACH SPLASH（総司）
- ビーナスイレブンびびっど！（ヨーコ）
- プリキュア つながるぱずるん（緑川なお / キュアマーチ）
- ブレイブリーデフォルト フェアリーズエフェクト（ユリアニス・テイコフ）
- ベイブレードバースト ゴッド（蒼井バルト）
- WHITEDAY 〜学校という名の迷宮〜（藤ノ井さやか）
- 無双☆スターズ（リオ）
- モンスターストライク（2017年 - 2023年、ジェリコ、八百万百、アルミン・アルレルト）
- ラジアントヒストリア パーフェクトクロノロジー（ビオラ）
- 白猫プロジェクト（2017年 - 2024年、アイシャ・アージェント）
- Shadowverse（2017年 - 2018年、バイヴカハ、バイヴカハの福音、白黒翼・ネクス、簒奪の絶傑・オクトリス、簒奪の蛇剣）

2018年
- 七つの大罪 ブリタニアの旅人（ジェリコ）
- 装甲娘（カワムラ アミ）
- シノビマスター 閃乱カグラ NEW LINK（総司）
- ドラゴンクエスト ライバルズ（ビアンカ）
- レイヤードストーリーズ ゼロ（アマデウス）
- 進撃の巨人2（アルミン・アルレルト、ナレーション）
- 戦場のヴァルキュリア4（アリシア・メルキオット） - DLC追加キャラクター
- スーパーロボット大戦X（アネッサ・ロセッティ、ヨーコ・リットナー / ヨマコ）
- 銀魂乱舞（池田朝右衛門） - DLC追加キャラクター
- 決戦 平安京（鳳凰火、雪童子）
- 逆転オセロニア（アルミン・アルレルト）
- フルメタル・パニック！ 戦うフー・デアーズ・ウィンズ（サビーナ・レフニオ）
- ヴァイタルギア（ヘレナ）
- 機動戦隊アイアンサーガ（宏小羽、カロル、高橋夏美 ）
- クイズRPG 魔法使いと黒猫のウィズ（オリアンヌ・ルガ）
- 〈物語〉シリーズ ぷくぷく（老倉育）
- 僕のヒーローアカデミア One's Justice（八百万百）
- テイルズ オブ ザ レイズ（コハク・ハーツ、ダークかめにん）
- 交響性ミリオンアーサー（パーシヴァル）
- アズールレーン（2018年 -2020年、ジャン・バール、リシュリュー）
- あかねさす少女（森須クロエ）
- アルテイルNEO（ユーニ）
- ベイブレードバースト バトルゼロ（蒼井バルト）
- アトリエオンライン 〜ブレセイルの錬金術士〜（アーシャ）
- ペルソナQ2 ニュー シネマ ラビリンス（P3P女性主人公）
- ぷよぷよ!!クエスト（P3女性主人公）

2019年
- ネルケと伝説の錬金術士たち 〜新たな大地のアトリエ〜（アーシャ・アルトゥール）
- 共闘ことばRPG コトダマン（2019年 - 2022年、アルミン・アルレルト、禪院真依）
- ダンジョンに出会いを求めるのは間違っているだろうか 〜メモリア・フレーゼ〜（夜刀神十香）
- ワンダーグラビティ 〜ピノと重力使い〜（エイベル）
- ファイアーエムブレム ヒーローズ（マリータ、フィオーラ）
- 七つの大罪 〜光と闇の交戦〜（ジェリコ）
- 蒼天のスカイガレオン（アテナ / ミネルヴ）
- Project NOAH - プロジェクト・ノア -（ジャン・ランヌ）
- ドラガリアロスト（リア）
- デモンエクスマキナ（リジット）
- メガミラクルフォース（夜刀神十香）
- ブレイドアンドソウル レボリューション（ユウ）
- WAR OF THE VISIONS ファイナルファンタジー ブレイブエクスヴィアス 幻影戦争（アイリーン）
- クラッシュフィーバー（夜刀神十香）
- CODE:SEED -星火の唄-（徳川家康）
- アクション対魔忍（スウ・ジンレイ）

2020年
- 戦国アスカZERO（長宗我部モトチカ）
- ロストディケイド（ウィリアム）
- Epic Seven-エピックセブン-（2020年 - 2024年、ルナ、新月のルナ）
- 僕のヒーローアカデミア One's Justice 2（八百万百）
- MASS FOR THE DEAD（夜刀神十香）
- アズールレーン クロスウェーブ（ジャン・バール）
- ヴァルキリーアナトミア -ジ・オリジン-（アウロラ・ヴァルキリー）
- 剣が刻（伊吹）
- メルヘン・オブ・ライト〜モロガミ放置RPG〜（熾天使）
- ワールドフリッパー（ラキーシャ）
- 東方キャノンボール（水橋パルスィ）
- キャサリン・フルボディ for Nintendo Switch（キャサリン〈インテリジェンスビューティー〉）
- 妖怪学園Y 〜ワイワイ学園生活〜（玉田マタロウ、シャイニングボーイ、雷堂ヒノコ）
- 装甲娘 ミゼレムクライシス（パンドラ）
- 妖怪ウォッチ ぷにぷに（2020年 - 2021年、シャイニングボーイM、ラストティーダイン、MTバウンサー、アルミン・アルレルト）
- 八月のシンデレラナイン（乾ケイ）
- 浮島物語〜最強刻印士になるストーリー〜（ステンノー、モートソグニル）
- ファイナルファンタジー・クリスタルクロニクル リマスター（シェルロッタ） - DLC追加キャラクター
- 宮ノ計（高如鈺）
- デート・ア・ライブ 蓮ディストピア（夜刀神十香）
- 聖闘士星矢 ライジングコスモ（鷲座・魔鈴）
- マギアレコード 魔法少女まどか☆マギカ外伝（飾利潤）
- ファイナルギア -重装戦姫-（ソラル）
- FiNC HOME FiT（クリスティ）
- セブンナイツ〜時空の旅人〜（リン）
- 荒野行動（アルミン・アルレルト）
- 武装神姫 アーマードプリンセス バトルコンダクター（イーアネイラ）
- ファンタジア・リビルド（夜刀神十香）

2021年
- うみねこのなく頃に咲 〜猫箱と夢想の交響曲〜（右代宮朱志香）
- バディミッション BOND（アラナ）
- 僕のヒーローアカデミア ULTRA IMPACT（八百万百）
- ブラック・サージナイト（プリンス・オブ・ウェールズ）
- Fate/Grand Order（2021年 - 2024年、妖精騎士ガウェイン / バーゲスト / UDK-バーゲスト）
- パニシング:グレイレイヴン（2021年 - 2025年、ヴィラ ）
- クッキーラン: キングダム（セイントリリークッキー）
- 崩壊3rd（エリシア）
- D_CIDE TRAUMEREI（湊亞希）
- グランサガ（メルテス）
- アークナイツ（パラス）

2022年
- アサルトリリィ Last Bullet（夜刀神十香）
- ユグドラ・レゾナンス（ソニア）
- 神界奇伝〜八百万神の幻想譚〜（霧隠）
- 白夜極光（レインハト ）
- カードファイト!! ヴァンガード（一導寺ラセン）
- 魔法科高校の劣等生 リローデッド・メモリ（渡辺摩利）
- #コンパス ライブアリーナ（2022年 - 2023年、深川まとい）
- クローバーシアター（ラーズグリーズ）
- ノーモア★ヒーローズ3（シルヴィア・クリステル、ジーン・タッチダウン）
- Echocalypse -緋紅の神約-（ホルス）
- 誓約少女 〜祝砲の元に集いし戦姫たち〜（翔鶴、高雄、愛宕）
- 勝利の女神:NIKKE（ヘルム）
- 熱血硬派くにおくん外伝 リバーシティガールズ2（マリアン）

2023年
- モンスターストライク タワーオブスカイ（エリザード）
- 東方スペルバブル（紅美鈴）
- 崩壊:スターレイル（2023年 - 2025年、彦卿、キュレネ）
- チェイスチェイスジョーカーズ（痕部クルル）
- ポーカーチェイス（藤原礼奈）
- ミシックヒーローズ（クレオパトラ）
- 白猫GOLF（アイシャ）
- レスレリアーナのアトリエ 〜忘れられた錬金術と極夜の解放者〜（2023年 - 2024年、アーシャ）
- 僕のヒーローアカデミア ULTRA RUMBLE（八百万百）
- 英傑大戦（2023年 - 2024年、如春尼、魔天ルシファー）
- 呪術廻戦 ファントムパレード（禪院真依）
- 東京放課後サモナーズ（オッター）

2024年
- 呪術廻戦 戦華双乱（禪院真依）
- ファントム オブ キル -オルタナティブ・イミテーション-（グラム、マサムネ）
- 対魔忍RPG（宮本麗）
- Shadowverse EVOLVE（2024年 - 2025年、第八の絶傑・オクトリス、煌刃の勇者・アマリア）
- アウタープレーン（カノン）
- 実況パワプロプロ野球×進撃の巨人（アルミン・アルレルト）
- 白猫プロジェクト 10th anniversary MVP GODS of GLORY（アイシャ）
- ゼンレスゾーンゼロ（朱鳶）
- エバーソウル（夜刀神十香）
- 鈴蘭の剣：この平和な世界のために（シモーナ）
- 護縁（ユウ）
- あんさんぶるスターズ!! Music / Basic（衣更真緒〈幼少期〉） - 2作品
- チェインクロニクル（アロル）
- エンバーストーリア（エレボス）
- ドールズフロントライン2：エクシリウム（グローザ）

2025年
- フリーダムウォーズ リマスター（シルヴィア・アナスターシ ）
- トライブナイン（小日向小石）
- 英傑大戦 二天双龍の闘い（ER五郎八姫 ）
- HUNDRED LINE -最終防衛学園-（雫原比留子）
- エターナルツリー：新生（アルベルティーナ ）
- AFK：ジャーニー（エイン ）
- ツリーオブセイヴァーM（ヴァカリネ ）
- 紅の錬金術士と白の守護者 ～レスレリアーナのアトリエ～（アーシャ）
- デジモンストーリー タイムストレンジャー（結城カナン ）
- OZ Re:write（アリア ）

### ドラマCD
2005年
- 私立彩陵高校超能力部（スガワフミヲ）
- ルーンムーン（ツグミ）

2006年
- 裏切りは僕の名前を知っている（叢雨十瑚）
- ゼーガペイン 〜audio drama the last weekend〜（ミナト）
- tactics 原作版 〜怪奇…呪いの幽霊屋敷の巻〜（ロザリー）

2007年
- エル・カザド（リリオ）
- 月面兎兵器ミーナ（佃美奈 / 月城ミーナ）
- tactics 携帯版 〜トラブルは日常茶飯事☆〜（ロザリー）
- Honey Hunt（小野塚ゆら）
- 魔法少女リリカルなのはStrikerS サウンドステージ（エリオ・モンディアル）

2008年
- あまつき 〜犬神と姫神〜（鶴梅）
- おとまりHONEY（工藤皐月）
- カレン坂高校 可憐放送部（潮崎なちる）
- クラノア -Hello Again-（月嶋美乃理）
- さよなら絶望先生 〜絶望劇場〜（木津千里）
- シノビライフ 1・2（藤原紅）
- 灼眼のシャナII（フィレス）
- しるバ.（乙部ハルカ）
- セキレイ サウンドステージ01・02（月海）
- ハヤテのごとく! ドラマCD（橘ワタル）
  - 2 白皇学院バスツアーとマリアさんの独り言
  - 3 初恋

- StrikerS サウンドステージX（イクス）（エリオ・モンディアル）
- 魔法先生ネギま! 〜白き翼 ALA ALBA〜言っておきたい事がある!（犬上小太郎、シャークティ）
- まりあ†ほりっく（汐王寺茉莉花）
- みなみけ シリーズ（南夏奈）
  - みなみけ
  - みなみけ〜おかわり〜

- ムシウタbug（御嶽アンネリーゼ / 霞王）

2009年
- あかね色に染まる坂（霧生つかさ）
- いつか天魔の黒ウサギ 〜900秒の放課後〜（サイトヒメア）
- うみねこのなく頃に 〜ナビゲーションCD〜（右代宮朱志香）
- ELEMENT GIRLS 元素周期 〜聴いて萌えちゃう化学の基本〜（炭素）
- お狐サマの言うとおりッ!（風祭桐緒）
- クラノア シリーズ（月嶋美乃理）
  - yesterday once more
  - 覚醒未満 それは僕らのカタルシス

- SH@PPLE -しゃっぷる-（淡谷雪国、淡谷舞姫）
- SKET DANCE（吉備津百香）
- 戦場のヴァルキュリア（アリシア・メルキオット）
- タビと道づれ（クロネ）
- テイルズ オブ ハーツ（コハク・ハーツ）
  - ドラマCD I「スピルーン四散」
  - ドラマCD II「いばらの森へ」
  - ドラマCD III「緋色の髪の魔王」
  - ドラマCD IV「繋がる世界」

- トランジスタ・ティーセット〜電気街路図〜（半田すず）
- ひぐらしのなく頃に解 featuring うみねこのなく頃に 〜アンソロジードラマCD〜（右代宮朱志香）
- まりあ†ほりっく（汐王寺茉莉花）
  - まりあ†ほりっく
  - TVアニメ「まりあ†ほりっく」ドラマCD

- ミカるんX（鯨岡ミカ）
  - ミカるんX 01・02
  - チャンピオンRED 2009年06月号付録ドラマCD特別編

- みなみけ おかえり（南夏奈）
- Yourすいーとほーむ（赤石ユキナ）
- ラディカル・ホスピタル（山下まり）
- Rio Sound Hustle! -Mint盛- / -Rina盛-（Rio / リオ・ロリンズ・タチバナ）

2010年
- アニコイ 〜ANIme mitaina KOI shitai!〜（安土アンジョリーナジョリー）
- いつか天魔の黒ウサギ2 〜<<月>>が昇る昼休み〜（サイトヒメア）
- 裏切りは僕の名前を知っている シリーズ（叢雨十瑚）
  - 裏切りは僕の名前を知っている 3
  - TVアニメ 裏切りは僕の名前を知っている オリジナルドラマCD 1・2・4

- 学園天国パラドキシア GHOST TRAP（不洞寧々）
- クラノア シリーズ（月嶋美乃理）
  - another girl
  - 覚醒未満 -the second volume- それは僕らのカタルシス
  - close to you

- けんぷファー（瀬能ナツル）
- 三人娘の50物語（あさがお）
- 装甲悪鬼村正〜妖甲秘聞〜（狭霧）
- テイルズ オブ ハーツ ドラマCD V「ねむり姫の詩」（コハク・ハーツ）
- フィオナ旅行記 シリーズ（フィオナ・ローエングラム）
  - 命の国アクシミリア
  - マスタングより愛を込めて

- ブロッケンブラッド（羽生源太郎 / 翔子）
- ペルソナ3 ポータブル（女性主人公）
- レイン 雨の日に生まれた戦士（ユーリ）

2011年
- クラノア〜cry no more,smile for me（月嶋美乃理）
- 僕は友達が少ない（三日月夜空）
- みなみけ（南夏奈）
- ヤマノススメ（あおい） - 『コミック アース・スター』2011年10月号付録CD
- ヨルムンガンド（ココ・ヘクマティアル）

2012年
- アイリス・ゼロ（結城あさひ）
- 犬とハサミは使いよう（夏野霧姫）
- IS 〈インフィニット・ストラトス〉（ラウラ・ボーデヴィッヒ） - コミックマーケット83限定 特製小説CDパック《イベント限定版》
- 初恋予報（ドラマCD）（香月日和）
- 星刻の竜騎士（レベッカ・ランドール）
- のうりん（良田胡蝶）
- バナナは姉に入りますか?（大場奈々）
- まほうつかいの箱 スターリット・マーマレード（更科洗礼名）
- らいか・デイズ（浦部蒔奈）

2013年
- IS 〈インフィニット・ストラトス〉 オリジナルボイスドラマシリーズ Vol.4（ラウラ・ボーデヴィッヒ）
- IS〈インフィニット・ストラトス〉 オリジナルボイスドラマシリーズ Vol.5（ラウラ・ボーデヴィッヒ）
- 進撃の巨人特典ドラマCD サシャの怒濤の料理バトル編!!（アルミン・アルレルト）
- 進撃の巨人特典ドラマCD 兵長VS.ミカサ 怒涛の掃除バトル（アルミン・アルレルト）
- なれる!SE（橋本文月）

2014年
- 当て屋の椿（椿）
- アルカナハート オリジナルドラマCD（ペトラ・ヨハンナ・ラーゲルクヴィスト）
- 真空管ドールコレクション（マジック藍）
- 電波教師（天上院騎咲）
- ラディカル・ホスピタル2（山下まり）

2015年
- 異世界魔法は遅れてる! ドラマCD「水明誘拐」（フェルメニア・スティングレイ）
- グラン・ステージ（風宮絵琉）
- この素晴らしい世界に祝福を!（ダクネス / ダスティネス・フォード・ララティーナ）
- セガ・ハード・ガールズ ドラマCD「アイドルオーディション」（テラドライブ）
- ドラマCD「ケイオスドラゴン 赤竜戦役」赤の章（忌ブキ）

2018年
- 進撃の巨人特典ドラマCD 進撃のスクールカースト（アルミン・アルレルト、ナレーション）
- なんでここに先生が!?（児嶋加奈）

2019年
- 史上最強の大魔王、村人Aに転生する（オリヴィア）※第5巻ドラマCD付き限定特装版

### 吹き替え

#### 映画
- レーシング・ストライプス（2006年、幼少期のプライド） - 日本テレビ版
- ギミー・シェルター（2013年、アップル〈ヴァネッサ・ハジェンズ〉） - DVD版
- ターザン:REBORN（2016年、ジェーン・クレイトン〈マーゴット・ロビー〉[496]）
- 移動都市/モータル・エンジン（2019年、サスヤ〈メニク・グーンラタン〉[497]）
- ソニック・ザ・ムービー（2020年、マディ〈ティカ・サンプター〉[498]）
- ミッドサマー（2020年、ダニー・アーダー〈フローレンス・ピュー〉[499]）
- モンスターハンター（2021年、ダッシュ〈ミーガン・グッド〉[500]）
- ソニック・ザ・ムービー/ソニック VS ナックルズ（2022年、マディ〈ティカ・サンプター〉[501]）
- エルヴィス（2022年、プリシラ・プレスリー〈オリヴィア・デヨング〉[502]）
- ドント・ウォーリー・ダーリン（2023年、アリス〈フローレンス・ピュー〉[503]）
- ソニック×シャドウ TOKYO MISSION（2024年、マディ〈ティカ・サンプター〉[504]）

#### ドラマ
- トライアングル（2014年、オ・ジョンヒ〈ペク・ジニ〉） - DVD・BD版
- シー・ハルク:ザ・アトーニー（2022年、ジェニファー・ウォルターズ / シー・ハルク〈タチアナ・マスラニー〉[505]）
- ラブ・イズ・ブラインド 〜外見なんて関係ない?!〜 シーズン5（2023年、ステイシー）
- ナックルズ（2024年、マディ〈ティカ・サンプター〉[506]）
- FBI：インターナショナル3（2024年、アマンダ・テイト〈クリスティナ・ウルフ〉[507]）

#### アニメ
- トムとジェリー スパイ・クエスト（2015年）
- SING/シング: ネクストステージ（2022年、スーキー[508]）

### ナレーション

#### テレビ番組
- 日曜ビッグバラエティ 『絶景!名水の里へ!水くみ家族出動』（テレビ東京、2010年5月30日）
- くりびつ!（東海テレビ、2010年10月 - 2011年9月）
- クリスマスイルミネーション2010（NHK BS2、2010年12月24日）
- マンガみたいな!!ミラクル映像博覧会（テレビ朝日、2011年2月19日 - 不定期放送中/特番）
- AらぶBラブ 〜恋がめばえる選択デート〜 全30話（BeeTV、2012年2月1日 - 2013年4月6日）
- NHK高校講座 「世界史」第8回『唐帝国の国際性〜長安を訪れた日本人留学生〜』（NHK Eテレ、2012年6月7日）
- 進撃の巨人
  - 進撃の巨人 - ナレーションと次回予告（TOKYO MXほか、2013年4月 - 9月）
  - うまンchu 「進撃の馬人」(関西テレビ、2013年11月23日、12月21日)
  - 第64回NHK紅白歌合戦 - Linked Horizon「紅蓮の弓矢 [紅白スペシャルver.]」での冒頭ナレーション（NHK総合、2013年12月31日）
  - 進撃の巨人 IN THE DOME -兵士たちの星空-
- 所でナンじゃこりゃ!?（テレビ東京、2014年1月31日）
- どうぶつランキンZOO（フジテレビ、2014年3月23日）
- ローカルヒーローが行く!!日本まるわかりご当地クイズ（フジテレビ、2014年5月18日）
- ニイガタのプライドシリーズ
  - ニイガタのプライド"ふるさと"をつくった先人たち（新潟放送、2014年7月9日）
  - ニイガタのプライド"ニッポン"をつくった先人たち（新潟総合テレビ、2014年7月11日）
- 999人美女（TOKYO MX、2014年8月4日 - 2014年10月27日、2014年11月17日 - 2015年3月30日[509]）
- リビングシフト これが私の生きる道（BS-TBS、2015年3月21日）
- 大阪国際女子マラソン（関西テレビ、2016年1月31日）
- ぐっさんのニッポン国道トラック旅シリーズ
  - ぐっさんのニッポン国道トラック旅！“1号線”東京〜大阪の巻（NHK BSプレミアム、2016年5月7日）
  - ぐっさんのニッポン国道トラック旅！“2号線”大阪〜北九州の巻（NHK BSプレミアム、2016年11月5日）
  - ぐっさんのニッポン国道トラック旅！“3号線”北九州〜鹿児島の巻（NHK BSプレミアム、2017年9月30日）
  - ぐっさんのニッポン国道トラック旅！“5号線”函館〜札幌の巻（NHK BSプレミアム、2017年10月14日）
  - ぐっさんのニッポン国道トラック旅！“4号線”日本橋〜青森の巻（NHK BSプレミアム、2017年12月9日）
- マスケティアーズ パリの四銃士（NHK総合、2016年6月15日）
- 岡田&こじるり 違う de SHOW!（AbemaTV、2016年12月18日）
- SONGSプレミアム（NHK総合、2017年6月9日）
- BS1スペシャル「羽生善治と“AI世代”〜絶対王者に挑んだ若手棋士たち〜」（NHK BS1、2018年10月20日）
- ETV特集「九段 羽生善治〜“AI世代”との激闘の軌跡〜」（NHK Eテレ、2019年4月27日）
- 満天☆青空レストラン（日本テレビ、2021年2月20日 - 3月27日[注 21]、水樹奈々の産休に伴う代演）
- かまいガチ（テレビ朝日、2021年4月10日）
- news zero（日本テレビ、2021年10月1日 - 、金曜ナレーター[28]、2022年3月31日 - 、木曜ナレーター[29]）
- ZERO×選挙
  - 衆議院選挙（日本テレビ、2021年10月31日[510]）
  - 参議院選挙（日本テレビ、2022年7月10日）
  - 衆議院選挙（日本テレビ、2024年10月27日）
  - 参議院選挙（日本テレビ、2025年7月20日）
- 奇々怪々！迷信探偵ファイル〜追跡！現代のミステリーゾーン〜（フジテレビ、2021年12月25日[511]）
- ビズペディア【クイズで学ぶ　ヒット商品の秘密】（テレビ東京、2022年1月29日[512]）
- THE 未科学ワールド（TBS、2022年8月15日[513]）
- 女子日本代表 国際親善試合 なでしこジャパン×ナイジェリア（フジテレビ、2022年10月6日[514]）
- ABUロボコン2022（NHK総合、2022年10月10日[515]）
- 知るしん 信州を知るテレビ　愛でたい信州（NHK総合、11月4日[516]）
- 有働由美子とフカボリ記者（日本テレビ、2022年12月14日[517]）
- 家康の甲冑(かっちゅう) 〜知られざる素顔に迫る〜（BSプレミアム、2022年12月28日）
- 四国らしんばん　special「シコクディグ　地域おこし協力隊のリアル」（NHK、2023年4月7日[518]）
- 金曜ロードショー
  - 名探偵コナン ハロウィンの花嫁の解説放送（日本テレビ、2023年4月7日[519]）
  - 名探偵コナン 黒鉄の魚影の解説放送（日本テレビ、2024年4月19日[520]）
  - 帰ってきた あぶない刑事の解説放送（日本テレビ、2025年7月4日[521]）
- ワールド極限ミステリー（TBS、2023年5月10日[522]）
- 趣味どきっ!シリーズ
  - そばを極める 誰でも簡単 そば打ち・そば料理 (1)まずは二八そば（NHK、2023年12月5日）
  - そばを極める 誰でも簡単 そば打ち・そば料理 (2)手軽に自慢のつゆ・薬味（NHK、2023年12月12日）
  - そばを極める 誰でも簡単 そば打ち・そば料理 (3)変化を楽しむ“種もの”（NHK、2023年12月19日）
  - そばを極める 誰でも簡単 そば打ち・そば料理 (4)無限に広がるそばワールド（NHK、2023年12月26日）
- 「プチプチ・アニメ」30年も続いたよ〜スペシャル（NHK Eテレ、2024年1月1日[523]）
- 東大王（TBS、2024年2月14日）
- 日本テレビ開局70年SPドラマ 「テレビ報道記者」〜ニュースをつないだ女たち〜（アナウンサーの声、日本テレビ、2024年3月5日[524]）
- 土曜ミステリーファイル ポンペイ：連合軍爆撃の謎を追え！（ナショナルジオグラフィック、2024年11月24日）
- 日曜日ビッグバラエティ 奇跡の瞬間アワード（テレビ東京、2024年11月24日[525]））
- 一流料理人さん 並んでも！遠くても！食べたい激うまメシ教えて（テレビ東京、2024年12月1日[526]）
- 世界中から厳選!奇跡の瞬間アワード「まさか」の決定的瞬間が満載!!（テレビ東京、2025年1月26日[527]）
- 最深日本研究　〜外国人博士の目〜 “笑い”を知りたい（NHK総合、2025年3月28日）
- ドキュメント20min. まぼろし観光 ～1970 大阪万博～（NHK総合、2025年4月9日）
- #今さらシロー（TBS、2025年4月19日）
- 世界中から厳選！奇跡の瞬間アワード“まさかの決定的瞬間”動画40連発（テレビ東京、2025年5月14日[528]）
- 世界中から厳選！奇跡の瞬間アワード“まさかの決定的瞬間”動画48連発（テレビ東京、2025年5月22日[529]）
- 衝撃！ワースト10 世界の重大インシデント[530]
  - 衝突と墜落（ナショナルジオグラフィック、2025年7月13日）
  - 海難事故（ナショナルジオグラフィック、2025年7月20日）
  - 崩落事故（ナショナルジオグラフィック、2025年7月27日）
  - ダムの決壊（ナショナルジオグラフィック、2025年8月3日）
  - 探検中の事故（ナショナルジオグラフィック、2025年8月10日）
  - 地球を襲う大災害（ナショナルジオグラフィック、2025年8月17日）

#### CM
- 図書館戦争
  - 角川文庫「図書館戦争」シリーズ
  - 図書館戦争 革命のつばさ
  - 図書館戦争Blu-ray劇場版公開記念パッケージ
- 月刊ニュータイプ2013年7月号
- 東レ パン・パシフィック・テニス
- 進撃の巨人
  - 進撃の巨人×リアル脱出ゲーム
  - 進撃の巨人スマートフォンアプリ「進撃の巨人 自由への咆哮」
  - 進撃の巨人×JRAコラボ企画第1、2弾
  - 進撃の巨人 悔いなき選択 予告編
  - 劇場版 進撃の巨人 前編〜紅蓮の弓矢〜
  - 進撃の巨人展 上野の森美術館 第1-4弾
  - ナムコ×劇場版 進撃の巨人 前編 〜紅蓮の弓矢〜 キャンペーン 第1、2弾
  - 進撃の巨人 THE REAL ユニバーサルスタジオジャパン
  - 進撃の巨人×サンテFX コラボCM「疲れ目を撃退せよ!」
  - ヴァイスシュヴァルツ×進撃の巨人
  - パズドラ 進撃の巨人コラボ篇
  - 月刊少年エース2014年7月号
- 発表!全るーみっくアニメ大投票 高橋留美子だっちゃ
  - 境界のRINNE編 その1
  - 境界のRINNE編 その2
  - 境界のRINNE編 その3
  - 境界のRINNE編 その4
  - 追加投票告知編 その2
  - ヒロイン編
  - 放送告知編
- MEN 同じ顔の男たち
- 異世界QTTA
  - 氷の世界篇
  - 風の世界篇
- トップバリュの間違いないやつ
  - 第1弾 トップバリュ アイナチュラル タスマニアビーフ
  - 第2弾 トップバリュ プロのひと品 ピザ各種
- UR「ダンチー緑子」シリーズ[531]
  - 「Pontaポイント」篇
  - 「子育て環境」篇
  - 「集会所」篇
  - 「豊富な間取り」篇
  - 「お店で相談」篇
  - 「URサイト」篇
  - 「くらしを支える」篇
  - 「屋外環境」篇
  - 「団活」篇

#### その他
- 燈の守り人 灯台音声ガイド 北海道北斗市 葛登支岬灯台（2022年）[532]

### ボイスオーバー
- 美の巨人たち（テレビ東京、女子中学生の声）
- MAPLUSポータブルナビ3（標準音声、インフォメーション音声、キャラクター音声）
- Moira - 死と嘆きと風の都 -（オリオン）
- 日本航空国内線2012年2月スクリーン / ビデオ「東京ディズニーリゾート」（お母さん、春休みの子どもたち、卒業旅行の女の子二人） - 一人全役
- 日立 世界・ふしぎ発見!（民俗衣装を着た若い女性、女性館長、発掘場の少年、少女2人、TBS、2013年11月9日）
- プロジェクションマッピング 進撃の巨人
- 進撃の巨人展 上野の森美術館（音声ガイド）
- 進撃の巨人リアル脱出ゲーム 巨人に包囲された遊園地からの脱出
- 植物男子ベランダー（「愛の劇場」浮舟の声、NHK BSプレミアム）
- ありえへん∞世界（テレビ東京、2016年12月27日）
- 天才てれびくんyou（もじもん役、NHKEテレ、2018年1月15日 - 1月17日）
- 中居正広の金スマ 3時間SP（TBS、2022年3月11日[533]）
- 林修のレッスン!今でしょ 2時間SP（北条政子、テレビ朝日、2022年4月26日）[534]
- レギュラー番組への道「デンジャーレンジャー」（レンジャー2号の声、NHK総合、2022年10月29日[535]）
- プロフェッショナル 仕事の流儀 エレン・イェーガー スペシャル（アルミン・アルレルト、NHK総合、2023年10月23日）
- フクイ・ザ・ミッション 謎の鳥からのメッセージ（音声ガイド、2024年3月9日～2024年6月9日[536]）
- 日本人と外国人で比べてみた！麺チェーン店ランキング好きな麺チェーン店ランキング（ソ・バ、テレビ朝日、2024年4月13日[537]）
- 鬼滅の刃 柱展（鳴女[538]）
- 119エマージェンシーコール（第4話・最終話、竹田夫妻（妻）の声、フジテレビ、2025年2月10日[539]、3月31日[540]）

### デジタルコミック
- デジコミ special DVD 「僕の初恋をキミに捧ぐ」（種田繭） - 『少女コミック』2008年12号 - 14号応募者全員サービス
- 青空エール（小野つばさ） - VOMIC
- 姉弟ほど近く遠いものはない（姉[541]） - マンガボックス
- 勝利の女神だって野球したい!（2014年 - 2015年、仲崎かなめ[542]） - ENSOKU
- Beeマンガ 進撃の巨人（アルミン・アルレルト） - dtv
- 超速変形ジャイロゼッター（轟駆流） - VOMIC
- 魔神のガルド!（ガルド） - VOMIC
- ブラッド・ドゥーム（ウィルヘルミナ・ハーカー[543]） - KADOKAWAオフィシャルチャンネル（YouTumeチャンネル）
- NERU -武芸道行-（拝庭朱琵） - ジャンプチャンネル（YouTumeチャンネル）
- 株式会社5年1組（上値孔雀）- ジャンプチャンネル（YouTumeチャンネル）
- ハイガクラ（望）- ジャンプチャンネル（YouTumeチャンネル）

### オーディオドラマ
- 新・ねこぐらし。〜シンガプーラ猫娘 編〜（2021年、シンガプーラ猫）
- ブルーアイズ 〜推しのアイドルにひたすら甘やかされるひと時〜（2021年、榊原こころ）
- 燈の守り人～幻想夜話～（2022年、葛登支岬灯台[532]）

### オーディオブック
- いなくなれ、群青（2019年、朗読）
- アルテミス・ファウル 妖精の身代金（2020年、朗読）
- 傷物語（2021年、朗読[544]）
- 続・終物語（2022年、朗読）
- 直木賞×YOASOBI書き下ろし小説楽曲化プロジェクト『はじめての』
  - 私だけの所有者-島本理生著（2024年、朗読）
  - ヒカリノタネ-森絵都著（2024年、朗読）

### 特撮
- スーパー戦隊シリーズ
  - 天装戦隊ゴセイジャー（2010年、エージェントのメタルA〈アリス〉の声）
  - 海賊戦隊ゴーカイジャー（2011年、エージェントのメタルA〈アリス〉の声）

### ラジオ
※はインターネット配信。
- 勝平 & 麻里奈のイジワルケイラジオ（2005年、ラジオ大阪・TBSラジオ）
- 井上麻里奈のウキウキ気分（NACK5・fm osaka・FM AICHI）
- 麻里奈のアニプレ情報局（2005年・2006年、ラジオ大阪・文化放送・NACK5）
- 月面兎兵器ミーナ スポルナ情報局 麻里奈と衣里のもうちょっと『聞いて、み〜な!?』（2006年 - 2007年、音泉※）
- らじおゆーとぴあ まなびストレート! 生徒会臨時放送（2007年、スタチャインターネットラジオ※）
- 音泉突破グレンラガンラジオ（2007年、音泉※）
- みなみけのみなきけ（2007年 - 2008年、アニメイトTV※）
- カレン坂高校 可憐放送部（2007年 - 2008年、S-ラジ※）
- ラヂオ天元突破グレンラガン（2008年 - 2010年、ラジオ大阪・文化放送）
- 神戸前向女学院。（2008年 - 2015年、ラジオ関西・ラジオ関西WEB※）
- Webラジオ『関東図書基地 広報課』女子寮（2008年、アニメイトTV※・音泉※）
- みなきけ おかえり（2009年、アニメイトTV※）
- セキレイらじお 特別復活（2009年）
- Rio Super Carnival Radio（2010年、音泉※）
- 井上麻里奈・下田麻美のIT革命!（2011年 - 、超!A&G+※）
- 僕は友達が少ない on AIR RADIO（2011年 - 2013年、音泉※・HiBiKi Radio Station※）
- みなみけのみなきけ おさらい（2012年、アニメイトTV※・東海ラジオ・KBS京都・RKBラジオ）
- みなみけのみなきけ ただいま（2013年、アニメイトTV※・東海ラジオ・KBS京都・RKBラジオ）
- RADIO IS II（2013年、超!A&G+※・ランティスウェブラジオ※）
- 音泉 10周年記念24時間ニコニコ生放送「僕は友達が少ない on AIR RADIO」（2014年、ニコニコ生放送※）
- パンチラジオ（2015年、音泉※）[545]
- 進撃!巨人中学校 ほうかごらじお（2015年・2016年、音泉※）
- 音鬼と井上麻里奈のH話×3（2018年1月24日 - 3月28日 、SMART USEN※）[546]
- Good-Track!（2021年4月4日 - 、JFN系ネット）

### ラジオCD
- アニたまどっとコム presents 真夏のリレートークCD
- 井上麻里奈・下田麻美のIT革命!
  - 井上麻里奈・下田麻美のIT革命! アーカイブCD
  - 井上麻里奈・下田麻美のIT革命! Expansion!　Vol.1 - 2
  - 井上麻里奈・下田麻美のIT革命! DJCDキッズ・アダルト・ひみつ編
  - 井上麻里奈・下田麻美のIT革命! DJCD〜夏だ!IT革命だ!ちんすこう祭り!in沖縄ー! 前編・後編〜
  - 井上麻里奈・下田麻美のIT革命! DJCD幻のIT革命!○○ラジオ編
- 関東図書基地広報課
  - DJCD 図書館戦争 関東図書基地広報課 実態調査報告 第壱・弐巻
  - DJCD 図書館戦争 関東図書基地広報課 特別編
- 神戸前向女学院。
  - DJCD 神戸前向女学院。 I - XI&XII
  - DJCD 神戸前向女学院。Season2 vol.1 - 2
  - DJCD 神戸前向女学院。Season3 vol.1
- 進撃の巨人ラジオ〜梶と下野の進め!電波兵団〜 Vol.2
- 僕は友達が少ない on AIR RADIO Vol.1 - 4
- みなみけDJCD
  - 「みなみけのみなきけ」Vol.1 - 2
  - 「みなみけのみなきけ」SP1
  - 「みなきけおかえり」Vol.1 - 3
  - 「みなみけのみなきけ ただいま」Vol.1

### ラジオドラマ
- 青山二丁目劇場（文化放送）
  - 「花咲く頃に」（マリン、2022年3月21日[547][548] ）
  - 新春落語シリーズ「風呂敷」（辰さんの女房、2025年1月20日[549][550] ）
  - 「ネイルの神様」（神崎芽衣子、2025年5月19日、[551] ）
- 青春アドベンチャー（NHK-FM）
  - 『リフレイン -私とおじいちゃんの捜査ノート-』（2025年6月9日 - 13日）[552] - 琵琶丸、成瀬栞 役

### テレビ番組
※はインターネット配信。
- 進撃!巨人中学校（2015年、TOKYO MX）実写パートで出演
- 声優マンガバラエティわちゃわちゃんねる（2020年 - ※）

### 映像作品
- イベントDVD 裏切りは僕の名前を知っている ワルプルギスの宴
- イベントDVD おおきく振りかぶって 〜オレらの夏は終わらない〜
- イベントDVD 天元突破グレンラガン 劇場版 前夜祭
- イベントDVD テイルズ オブ フェスティバル2008
- イベントDVD テイルズ オブ フェスティバル2013
- イベントDVD みなみけ!5の2!歌祭りだょ!放課後大爆発!!
- 小野坂シェフのきまぐれクッキング（アニたまSHOP特典DVD）
- 宝探し〜ミネルヴァの箱〜in 河口湖オルゴールの森美術館
- 天元突破グレンラガン キラメキ☆ヨーコBOX〜Pieces of sweet stars〜（インタビュー）
- 図書館戦争DVD第1巻 初回封入特典（インタビュー）
- 図書館戦争DVD第5巻 初回封入特典（イベント映像「関東図書基地広報課出張版」）
- 図書館戦争 革命のつばさ 初回封入特典DVD（初日舞台挨拶イベントにて出演）
- 魔法少女リリカルなのは15周年記念イベント「リリカル☆ライブ」

### 舞台
- おしばい軍団もずくぁんず『白のカノン』（宮田優）
- スマイルプリキュア! ミュージカルショー（緑川なお / キュアマーチ）
- 第4回川崎インキュベーター合同公演『ハイパーアトラス』（チトセ・ルモルド）
- シーラカンスプロデュース Vol.2 リーディング ✕ コンテンポラリーダンス公演『W・シェイクスピア HUMAN』（マクベス夫人）
- 平家物語 -胡蝶の被斬-（平時子/二位の尼）[553]

### 朗読
- 舞姫事件 -鴎外輪舞曲-（エリス、エリス幼少期）（2018年）
- 神楽坂怪奇譚「棲」TheGLEE（2019年）
- 江戸川乱歩CCCreation Presents【RAMPO in the DARK】「人間椅子」（2020年）
- DERAGAYA！井上麻里奈×田野アサミ」（2022年）
- 怪盗探偵山猫～黒羊の挽歌（2023年）
- YOASOBI×直木賞作家プロジェクト「はじめての」前編（2023年）
- READING HIGH 音楽朗読劇「BASE METAL」（2023年）
- 声劇「燈の守り人 ～北海道開拓編～」（2023年） - 相澤宇三郎 役
- コンテリング 親の奢りで～2024春～（2024年）
- 「いつも駅からだった」第５話（完結編） 聖蹟桜ヶ丘編（2024年）
- READING WORLD ユネスコ世界記憶遺産 舞鶴への生還『約束の果て』（2024年）
- READING WORLD ユネスコ世界記憶遺産 舞鶴への生還「約束の鎮魂歌」（2025年）[554]
- VISIONARY READING「三島由紀夫レター教室」（2025年公演予定） - 氷ママ子 役[555]

### パチンコ・パチスロ
- くるくるぱちんこ新ex麻雀2（紅蓮）
- 月面兎兵器ミーナ（佃美奈 / 月城ミーナ）
- CR戦国乙女2（長宗我部モトチカ）
- CR 天元突破グレンラガン（ヨーコ・リットナー）
- CRぱちんこRio（Rio）
- CR花札物語（ユミ）
- SUPER BLACK JACK2（Rio）
- 009-1（009-7）
- パチスロ ウィッチマスター（エルフリーデ・アルベルト[556]）
- パチスロ学園黙示録 HIGHSCHOOL OF THE DEAD（宮本麗）
- ぱちんこCRアラジンNEO 小さな皇女と天魔の都（ローズ）
- ぱちんこCRマジカルハンター（ショコラ）
- CR魔法先生ネギま!（2017年、犬上小太郎[557]）
- 戦場のヴァルキュリア（2017年、アリシア・メルキオット[558]）
- ゼーガペイン2（2022年、ミナト[559]）
- スマスロ スーパーブラックジャック（2025年、Rio[560]）

### アプリ
- 美声時計2
- アニメ電話 僕は友達が少ない（三日月夜空）

### その他コンテンツ
- ゆず マスコットキャラクター（ゆずマン）
- A-KOE「戦うパン屋と機械じかけの看板娘」（スヴェン）
- 六本木ヒルズ森タワー52階 森アーツセンターギャラリー（2019年、『進撃の巨人展FINAL』）[561]
- Clock over ORQUESTA（2021年 - 、天馬七星（少年）[562]）

## ディスコグラフィ

### シングル
|     | 発売日         | タイトル                   | 型番      |  |
| --- | -------------- | -------------------------- | --------- |  |
| 1st | 2004年8月11日  | 宝石                       | SVWC-7211 |  |
| 2nd | 2005年12月21日 | energy                     | SVWC-7235 |  |
| 3rd | 2007年2月21日  | ビューティフル・ストーリー | SVWC-7443 |  |

### タイアップ曲
| 楽曲                       | タイアップ                                             | 時期   |
| -------------------------- | ------------------------------------------------------ | ------ |
| 宝石                       | OVA『コゼットの肖像』エンディングテーマ                | 2004年 |
| Ballad                     | OVA『コゼットの肖像』挿入歌                            | 2004年 |
| energy                     | テレビアニメ『銀盤カレイドスコープ』エンディングテーマ | 2005年 |
| ビューティフル・ストーリー | テレビアニメ『月面兎兵器ミーナ』エンディングテーマ     | 2007年 |

### キャラクターソング
| 発売日   | 商品名                                                                                         | 歌 | 楽曲 | 備考                                                                                       |
| 2005年   | 2005年                                                                                         | 2005年 | 2005年 | 2005年                                                                                     |
| -------- | ---------------------------------------------------------------------------------------------- | --- | --- | ------------------------------------------------------------------------------------------ |
| 11月2日  | ルーンムーン3                                                                                  | ツグミ（井上麻里奈） | 「MOONLIGHT SERENADE」                                                                                            | ドラマCD『ルーンムーン』関連曲                                                             |
| 2006年   |                                                                                                | | |                                                                                            |
| 5月3日   | 練馬大根ブラザーズ リミックス1                                                                 | ユキカ（井上麻里奈） | 「POLICE WOMAN」                                                                                                  | テレビアニメ『練馬大根ブラザーズ』関連曲                                                   |
| 11月8日  | がくえんゆーとぴあ まなびストレート！ キャラクターミニアルバム 上原むつき                      | 上原むつき（井上麻里奈） | 「トモダチくらいじゃモノたんないっ」 「ヒーロースタイル」                                                         | テレビアニメ『がくえんゆーとぴあ まなびストレート！』関連曲                                |
| 2007年   |                                                                                                | | |                                                                                            |
| 2月21日  | がくえんゆーとぴあ まなびストレート！ 聖桜生徒会 アンサンブル I                                | 上原むつき（井上麻里奈） | 「トモダチくらいじゃモノたんないっ シェフの気まぐれレゲトンMix」 「ヒーロースタイル ジプシーなスタイルでVersion」 | テレビアニメ『がくえんゆーとぴあ まなびストレート！』関連曲                                |
| 4月4日   | ミラクルストレート！                                                                           | 天宮学美（堀江由衣）、稲森光香（野中藍）、上原むつき（井上麻里奈）、衛藤芽生（平野綾）、小鳥桃葉（藤田咲）                                                                                     | 「ミラクルストレート！」                                                                                          | ゲーム『がくえんゆーとぴあ まなびストレート！ キラキラ☆Happy Festa!』主題歌                |
| 4月4日   | ミラクルストレート！                                                                           | 上原むつき（井上麻里奈） | 「夢・パノラマワイド」                                                                                            | ゲーム『がくえんゆーとぴあ まなびストレート！ キラキラ☆Happy Festa!』主題歌                |
| 5月16日  | がくえんゆーとぴあ まなびストレート！ 聖桜生徒会 アンサンブル II                               | 天宮学美（堀江由衣）、稲森光香（野中藍）、上原むつき（井上麻里奈）、衛藤芽生（平野綾）、小鳥桃葉（藤田咲）                                                                                     | 「A Happy Life 最終話 Ver.」                                                                                      | テレビアニメ『がくえんゆーとぴあ まなびストレート！』関連曲                                |
| 5月16日  | がくえんゆーとぴあ まなびストレート！ 聖桜生徒会 アンサンブル II                               | 上原むつき（井上麻里奈）、衛藤芽生（平野綾） | 「100カラットジュエル☆」                                                                                          | テレビアニメ『がくえんゆーとぴあ まなびストレート！』関連曲                                |
| 6月6日   | 月面兎兵器ミーナ キャラクターコレクション 5                                                    | 月城ミーナ（井上麻里奈） | 「∞ウサギ力」 | テレビアニメ『月面兎兵器ミーナ』関連曲                                                     |
| 7月25日  | 天元突破グレンラガン キャラクターソング                                                        | ヨーコ（井上麻里奈） | 「Trust」 「Trust -Dance Dance Revolution MIX-」                                                                  | テレビアニメ『天元突破グレンラガン』関連曲                                                 |
| 8月22日  | 人として軸がぶれている                                                                         | 大槻ケンヂと絶望少女達 | 「人として軸がぶれている」 「強引niマイYeah〜」                                                                   | テレビアニメ『さよなら絶望先生』オープニングテーマ                                         |
| 9月26日  | 絶世美人                                                                                       | 絶望少女達 | 「絶世美人」 | テレビアニメ『さよなら絶望先生』エンディングテーマ                                         |
| 10月10日 | mst! SPECIAL CD                                                                                | 天宮学美（堀江由衣）、稲森光香（野中藍）、上原むつき（井上麻里奈）、衛藤芽生（平野綾）、小鳥桃葉（藤田咲）                                                                                     | 「夢・パノラマワイド フルサイズVer.」                                                                             | ゲーム『がくえんゆーとぴあ まなびストレート！ キラキラ☆Happy Festa!』主題歌                |
| 10月27日 | 経験値上昇中☆                                                                                  | 南春香（佐藤利奈）、南夏奈（井上麻里奈）、南千秋（茅原実里） | 「経験値上昇中☆」 「夢航海路」                                                                                    | テレビアニメ『みなみけ』オープニングテーマ                                                 |
| 11月21日 | ハヤテのごとく！ キャラクターCD7 橘ワタル&貴嶋サキ starring 井上麻里奈&中島沙樹                | 橘ワタル（井上麻里奈）、貴嶋サキ（中島沙樹） | 「哀 MYSTERY」 「メイド・イン・ラブ」                                                                             | テレビアニメ『ハヤテのごとく！』関連曲                                                     |
| 11月21日 | さよなら絶望先生 キャラクターソングアルバム 絶望歌謡大全集                                     | 木津千里（井上麻里奈） | 「薔薇の棺」 | テレビアニメ『さよなら絶望先生』関連曲                                                     |
| 11月22日 | カラフルDAYS                                                                                   | 南春香（佐藤利奈）、南夏奈（井上麻里奈）、南千秋（茅原実里） | 「カラフルDAYS」 「微笑みサンセット」                                                                             | テレビアニメ『みなみけ』エンディングテーマ                                                 |
| 12月12日 | 魔法少女リリカルなのはStrikerS サウンドステージ04                                              | スバル・ナカジマ（斎藤千和）、ティアナ・ランスター（中原麻衣）、エリオ・モンディアル（井上麻里奈）、キャロ・ル・ルシエ（高橋美佳子）                                                           | 「To The Real」                                                                                                   | テレビアニメ『魔法少女リリカルなのはStrikerS』関連曲                                       |
| 2008年   |                                                                                                | | |                                                                                            |
| 1月16日  | 素敵探偵ラビリンス 迷宮ソングシリーズ II/Steadfast                                             | 古賀楽太（井上麻里奈） | 「Steadfast」 「Steadfast-REMIX-」                                                                                | テレビアニメ『素敵探偵☆ラビリンス』関連曲                                                  |
| 1月23日  | 空想ルンバ                                                                                     | 大槻ケンヂと絶望少女達 | 「空想ルンバ」 | テレビアニメ『俗・さよなら絶望先生』オープニングテーマ                                     |
| 1月23日  | ココロノツバサ                                                                                 | 南春香（佐藤利奈）、南夏奈（井上麻里奈）、南千秋（茅原実里） | 「カラフルDAYS」 「HAPPY☆MYらいふ」                                                                               | テレビアニメ『みなみけ〜おかわり〜』オープニングテーマ                                     |
| 2月6日   | その声が聴きたくて                                                                             | 南春香（佐藤利奈）、南夏奈（井上麻里奈）、南千秋（茅原実里） | 「その声が聴きたくて」 「ココロ晴れマーク」                                                                       | テレビアニメ『みなみけ〜おかわり〜』エンディングテーマ                                     |
| 2月21日  | DanceDanceRevolution SuperNOVA2 Original Soundtrack                                            | Tatsh feat. ヨーコ（井上麻里奈） | 「Trust -DanceDanceRevolution mix-」                                                                              | コナミ音楽ゲーム『DanceDanceRevolution SuperNOVA2』提供曲                                  |
| 3月26日  | 俗・さよなら絶望先生 オリジナルサウンドトラック「俗・絶望劇伴撰集」                            | 木津千里（井上麻里奈）、久藤准（水島大宙） | 「絶望先生えかきうた」                                                                                            | テレビアニメ『俗・さよなら絶望先生』挿入歌                                                 |
| 4月16日  | KITE LIBERATOR ORIGINAL SOUNDTRACK                                                             | 野口百南花（井上麻里奈） | 「Hello my star」 「my sweet home」                                                                               | OVA『KITE LIBERATOR』エンディングテーマ                                                    |
| 4月23日  | みなみけ&みなみけ〜おかわり〜 キャラクターソングアルバム 「みなみけ びより」                   | 南夏奈（井上麻里奈） | 「特盛りハッピー」                                                                                                | テレビアニメ『みなみけ〜おかわり〜』関連曲                                                 |
| 5月23日  | 灼眼のシャナII SPLENDIDE SHANAII Vol.III                                                       | フィレス（井上麻里奈） | 「Half of Mine」                                                                                                  | テレビアニメ『灼眼のシャナ』関連曲                                                         |
| 7月16日  | 我輩は守護獣である、か？                                                                       | 乱崎帝架（安元洋貴）、マダラ（井上麻里奈） | 「我輩は守護獣である、か？」                                                                                      | テレビアニメ『狂乱家族日記』エンディングテーマ                                             |
| 7月23日  | セキレイ/Dear sweet heart                                                                      | 結（早見沙織）、月海（井上麻里奈）、草野（花澤香菜）、松（遠藤綾） | 「セキレイ」 | テレビアニメ『セキレイ』オープニングテーマ                                                 |
| 7月23日  | セキレイ/Dear sweet heart                                                                      | 結（早見沙織）、月海（井上麻里奈）、草野（花澤香菜）、松（遠藤綾） | 「Dear sweet heart」                                                                                              | テレビアニメ『セキレイ』エンディングテーマ                                                 |
| 8月27日  | セキレイ サウンドステージ01                                                                    | 月海（井上麻里奈） | 「月ひとつ」 | テレビアニメ『セキレイ』関連曲                                                             |
| 12月17日 | みなみけ おかえり キャラクターイメージアルバム「春夏秋登場!!」                                 | 南夏奈（井上麻里奈） | 「スペシャルサマー」                                                                                              | テレビアニメ『みなみけ おかえり』関連曲                                                    |
| 12月17日 | みなみけ おかえり キャラクターイメージアルバム「春夏秋登場!!」                                 | 南春香（佐藤利奈）、南夏奈（井上麻里奈）、南千秋（茅原実里） | 「メリクリソング☆」                                                                                               | テレビアニメ『みなみけ おかえり』関連曲                                                    |
| 12月25日 | ラブダイビング/Four season's memory                                                            | 霧生つかさ（井上麻里奈） | 「ラブダイビング」 「Four season's memory」                                                                       | テレビアニメ『あかね色に染まる坂』エンディングテーマ                                       |
| 12月28日 | 魔法少女リリカルなのはStrikerS サウンドステージボーカルコレクション                            | スバル・ナカジマ（斎藤千和）、ティアナ・ランスター（中原麻衣）、エリオ・モンディアル（井上麻里奈）、キャロ・ル・ルシエ（高橋美佳子）                                                           | 「To The Real<⁠Brave mix>」                                                                                        | テレビアニメ『魔法少女リリカルなのはStrikerS』関連曲                                       |
| 2009年   |                                                                                                | | |                                                                                            |
| 1月21日  | 経験値速上々↑↑                                                                                 | 南春香（佐藤利奈）、南夏奈（井上麻里奈）、南千秋（茅原実里） | 「経験値速上々↑↑」 「トリプルLOVE 〜うちへおいでませ〜」                                                          | テレビアニメ『みなみけ おかえり』オープニングテーマ                                        |
| 1月21日  | 絶対カラフル宣言                                                                               | 南春香（佐藤利奈）、南夏奈（井上麻里奈）、南千秋（茅原実里） | 「絶対カラフル宣言」 「ワンモア！」                                                                               | テレビアニメ『みなみけ おかえり』エンディングテーマ                                        |
| 2月11日  | 君に、胸キュン。                                                                               | 天の妃少女合唱団 | 「君に、胸キュン。」                                                                                              | テレビアニメ『まりあ†ほりっく』エンディングテーマ                                          |
| 3月6日   | ハヤテのごとく！ キャラクターカバーCD 〜選曲:畑健二郎〜                                        | 橘ワタル（井上麻里奈） | 「STEP」 | テレビアニメ『ハヤテのごとく!!』関連曲                                                     |
| 3月25日  | セキレイ 〜ノン・ストップ・メガミックス〜                                                      | 結（早見沙織）、月海（井上麻里奈）、草野（花澤香菜）、松（遠藤綾） | 「セキレイ 〜ノン・ストップ・メガミックス〜」                                                                     | テレビアニメ『セキレイ』関連曲                                                             |
| 4月24日  | ミカるんX ドラマCD 01                                                                          | 鯨岡ミカ（井上麻里奈）、南るんな（阿澄佳奈） | 「しあわせのスパイラル（Short Ver.）」                                                                            | ドラマCD『ミカるんX』エンディングテーマ                                                    |
| 4月24日  | ミカるんX ドラマCD 01                                                                          | 鯨岡ミカ（井上麻里奈） | 「しあわせのスパイラル（ミカフォームVer.）」                                                                      | ドラマCD『ミカるんX』エンディングテーマ                                                    |
| 5月27日  | 天元突破グレンラガン キラメキ☆ヨーコBOX 〜Pieces of sweet stars〜                              | ヨーコ（井上麻里奈） | 「S・t・a・r・S」 「S・t・a・r・S Remix」                                                                         | テレビアニメ『天元突破グレンラガン』関連曲                                                 |
| 7月23日  | みなみけ きゃらくたーそんぐべすとあるばむ                                                      | 南春香（佐藤利奈）、南夏奈（井上麻里奈）、南千秋（茅原実里） | 「春夏秋冬フェスティバル♪」                                                                                       | OVA『みなみけ べつばら』オープニングテーマ                                                 |
| 7月23日  | みなみけ きゃらくたーそんぐべすとあるばむ                                                      | 南春香（佐藤利奈）、南夏奈（井上麻里奈）、南千秋（茅原実里） | 「ありがとサンキュ」                                                                                              | OVA『みなみけ べつばら』エンディングテーマ                                                 |
| 7月23日  | みなみけ きゃらくたーそんぐべすとあるばむ                                                      | カナ（井上麻里奈）、ケイコ（後藤沙緒里）、リコ（高梁碧） | 「ナンダカンダDE♡」                                                                                               | テレビアニメ『みなみけ』関連曲                                                             |
| 7月23日  | みなみけ きゃらくたーそんぐべすとあるばむ                                                      | タケル（浅沼晋太郎）、ハルカ（佐藤利奈）、カナ（井上麻里奈）、チアキ（茅原実里） | 「down & UP! and DOWN↓」                                                                                          | テレビアニメ『みなみけ』関連曲                                                             |
| 7月23日  | 林檎もぎれビーム！                                                                             | 大槻ケンヂと絶望少女達 | 「林檎もぎれビーム！」                                                                                            | テレビアニメ『懺・さよなら絶望先生』オープニングテーマ                                     |
| 8月15日  | 天使の姫ごと。〜prelude〜                                                                      | 琴原夢音（井上麻里奈） | 「NEVER GIVE UP」                                                                                                 | ドラマCD『天使の姫ごと。〜prelude〜』主題歌                                                |
| 9月30日  | 「ハヤテのごとく!!」キャラクターCD 2nd series 07 橘ワタル&貴嶋サキ with ソニア・シャフルナーズ | 橘ワタル（井上麻里奈）、貴嶋サキ（中島沙樹） | 「C'mon!!」 | テレビアニメ『ハヤテのごとく!!』関連曲                                                     |
| 9月30日  | 懺・さよなら絶望先生 キャラクターソングアルバム 絶望歌謡大全集2                                | 木津千里（井上麻里奈） | 「古都に佇む女」                                                                                                  | テレビアニメ『懺・さよなら絶望先生』関連曲                                                 |
| 9月30日  | 懺・さよなら絶望先生 キャラクターソングアルバム 絶望歌謡大全集2                                | 風浦可符香（野中藍）、木津千里（井上麻里奈）、木村カエレ（小林ゆう）、日塔奈美（新谷良子） | 「密室ロッカーズ・ルーム」                                                                                        | テレビアニメ『懺・さよなら絶望先生』関連曲                                                 |
| 9月30日  | ピeeeeeeeeeeeeeス！〜ひつじの手もかりたい〜                                                    | HAYATE's COMBAT FRIENDS | 「ピeeeeeeeeeeeeeス！〜ひつじの手もかりたい〜」                                                                   | テレビアニメ『ハヤテのごとく!!』関連曲                                                     |
| 10月7日  | うみねこのなく頃に キャラクターソング Vol.1 右代宮朱志香&右代宮真里亞                          | 右代宮朱志香（井上麻里奈） | 「どっきゅん☆ハート」                                                                                             | テレビアニメ『うみねこのなく頃に』挿入歌                                                   |
| 11月4日  | 約束 I'm with You/SURVIVE BABY SURVIVE!                                                        | 結（早見沙織）、月海（井上麻里奈）、草野（花澤香菜）、松（遠藤綾） | 「約束 I'm With You」                                                                                             | ゲーム『セキレイ 〜未来からのおくりもの〜』オープニングテーマ                              |
| 11月4日  | 約束 I'm with You/SURVIVE BABY SURVIVE!                                                        | 結（早見沙織）、月海（井上麻里奈）、草野（花澤香菜）、松（遠藤綾） | 「SURVIVE BABY SURVIVE」                                                                                          | ゲーム『セキレイ 〜未来からのおくりもの〜』エンディングテーマ                              |
| 11月11日 | ワンウェイ両想い                                                                               | 瀬能ナツル（井上麻里奈）、沙倉楓（中島愛） | 「ワンウェイ両想い」 「タタカエ☆モラリズム」 「ワンウェイ両想い-unstoppable delusion ≒ mpulse-」                  | テレビアニメ『けんぷファー』エンディングテーマ                                             |
| 11月20日 | 武装神姫 BATTLE RONDO ORIGINAL SOUNDTRACK                                                      | エウクランテ（加藤英美里）、イーアネイラ（井上麻里奈） | 「Into the Shining World」                                                                                        | ゲーム『武装神姫』オープニングテーマ                                                       |
| 12月23日 | Rio Sound Hustle! -Rio盛-                                                                      | Rio（井上麻里奈） | 「GODDESS OF VICTORY」 「Lucky-Go-Round [Rio ver.]」                                                              | ドラマCD『Rio Sound Hustle!』関連曲                                                        |
| 2010年   |                                                                                                | | |                                                                                            |
| 1月27日  | けんぷファー キャラクターソングアルバム                                                        | 瀬能ナツル（井上麻里奈） | 「微笑みチャージ」                                                                                                | テレビアニメ『けんぷファー』関連曲                                                         |
| 2月10日  | Rio Sound Hustle! -MEGA盛-                                                                     | Rio（井上麻里奈） | 「GODDESS OF VICTORY [MEGA ver.]」                                                                                | ドラマCD『Rio Sound Hustle!』関連曲                                                        |
| 2月10日  | Rio Sound Hustle! -MEGA盛-                                                                     | Rio（井上麻里奈）、ミント・クラークト（竹達彩奈）、リナ（たかはし智秋） | 「Lucky-Go-Round」                                                                                                | ドラマCD『Rio Sound Hustle!』関連曲                                                        |
| 5月19日  | カガクル！ ミラクル！                                                                          | マリカ（千葉千恵巳）&ノリカ（井上麻里奈） | 「カガクル！ ミラクル！」 「私を未来に連れてって」                                                                | テレビアニメ『マリー&ガリー ver.2.0』オープニングテーマ                                    |
| 5月27日  | 空ニ響ク角笛ノ五重奏CD                                                                         | 九音綺莉重（井上麻里奈） | 「AMAZING GRACE」                                                                                                 | ゲーム『ソ・ラ・ノ・ヲ・ト 乙女ノ五重奏』挿入歌                                            |
| 7月21日  | 白翼ノ誓約〜Pure Engagement〜/おんなじきもち                                                   | 結（早見沙織）、月海（井上麻里奈）、草野（花澤香菜）、松（遠藤綾） | 「白翼ノ誓約〜Pure Engagement〜」                                                                                 | テレビアニメ『セキレイ〜Pure Engagement〜』オープニングテーマ                              |
| 7月21日  | 白翼ノ誓約〜Pure Engagement〜/おんなじきもち                                                   | 結（早見沙織）、月海（井上麻里奈）、草野（花澤香菜）、松（遠藤綾） | 「おんなじきもち」                                                                                                | テレビアニメ『セキレイ〜Pure Engagement〜』エンディングテーマ                              |
| 7月28日  | 裏切りは僕の名前を知っている オリジナルドラマCD2                                               | 叢雨九十九（福山潤）、叢雨十瑚（井上麻里奈） | 「約束の海」 | ドラマCD『裏切りは僕の名前を知っている』関連曲                                             |
| 9月29日  | SEKIREI SOUND COMPLETE                                                                         | 結（早見沙織）、月海（井上麻里奈）、草野（花澤香菜）、松（遠藤綾） | 「たまんない！ KISS OR DIE!?」 「LET'S GO GET U!」 「セキレイ〜ノン・ストップ・メガミックス〜」                   | テレビアニメ『セキレイ』関連曲                                                             |
| 10月27日 | 受け継がれる魂の旋律                                                                           | フィオナ（阿澄佳奈）、イヴァ（井上麻里奈） | 「閃光の彼方へ」                                                                                                  | ゲーム『アガレスト戦記2』プロモーションソング                                              |
| 2011年   |                                                                                                | | |                                                                                            |
| 1月26日  | 世界と一緒にまわろうよ！                                                                       | らぶ♥ルーレッツ | 「世界と一緒にまわろうよ！」                                                                                      | テレビアニメ『Rio RainbowGate!』オープニングテーマ                                         |
| 1月26日  | 世界と一緒にまわろうよ！                                                                       | リオ（井上麻里奈） | 「世界と一緒にまわろうよ！」 「ふたりのルーレット」                                                               | テレビアニメ『Rio RainbowGate!』関連曲                                                     |
| 1月26日  | アリアリ未来☆                                                                                  | 高梨奈緒（喜多村英梨）、土浦彩葉（井上麻里奈）、近藤繭佳（荒浪和沙） | 「アリアリ未来☆」 「君にOverflow」                                                                                | テレビアニメ『お兄ちゃんのことなんかぜんぜん好きじゃないんだからねっ!!』エンディングテーマ |
| 2月16日  | SUPER∞STREAM                                                                                   | 篠ノ之箒（日笠陽子）、セシリア・オルコット（ゆかな）、凰鈴音（下田麻美）、シャルル・デュノア（花澤香菜）、ラウラ・ボーデヴィッヒ（井上麻里奈）                                                 | 「SUPER∞STREAM」                                                                                                  | テレビアニメ『IS 〈インフィニット・ストラトス〉』エンディングテーマ                        |
| 3月23日  | 歌なんかぜんぜん歌いたくないんだからねっ!!                                                     | 高梨奈緒（喜多村英梨）、土浦彩葉（井上麻里奈）、近藤繭佳（荒浪和沙） | 「Catch My HOPE」 「アリアリ未来☆ -delusion mix-」                                                                | テレビアニメ『お兄ちゃんのことなんかぜんぜん好きじゃないんだからねっ!!』関連曲             |
| 3月23日  | 歌なんかぜんぜん歌いたくないんだからねっ!!                                                     | 土浦彩葉（井上麻里奈） | 「Perfect Kiss」                                                                                                  | テレビアニメ『お兄ちゃんのことなんかぜんぜん好きじゃないんだからねっ!!』関連曲             |
| 4月23日  | メビウス荒野 〜絶望伝説エピソードI                                                             | 大槻ケンヂと絶望少女達 | 「メビウス荒野 〜絶望伝説エピソードI」                                                                            | テレビアニメ『さよなら絶望先生』関連曲                                                     |
| 5月25日  | るんるんりる らんらんらら/どうにもとまらない                                                   | 天の妃少女合唱団 | 「どうにもとまらない」 「君に、胸キュン。」                                                                       | テレビアニメ『まりあ†ほりっく あらいぶ』エンディングテーマ                                 |
| 7月27日  | DO・SとDO・Mの物語                                                                             | 祇堂鞠也（小林ゆう）、汐王寺茉莉花（井上麻里奈） | 「DO・SとDO・Mの物語」                                                                                            | テレビアニメ『まりあ†ほりっく あらいぶ』関連曲                                             |
| 8月24日  | An die Freude                                                                                  | ラウラ・ボーデヴィッヒ（井上麻里奈） | 「An die Freude」 「SUPER∞STREAM」                                                                                | テレビアニメ『IS 〈インフィニット・ストラトス〉』関連曲                                    |
| 10月26日 | 残念系隣人部★★☆                                                                                | 友達つくり隊 | 「残念系隣人部★★☆」                                                                                               | テレビアニメ『僕は友達が少ない』オープニングテーマ                                         |
| 10月26日 | 残念系隣人部★★☆                                                                                | 三日月夜空（井上麻里奈）&柏崎星奈（伊藤かな恵） | 「笑顔のデッサン」                                                                                                | OVA『僕は友達が少ない』エンディングテーマ                                                  |
| 10月27日 | MATERIAL                                                                                       | Tatsh feat. ヨーコ（井上麻里奈） | 「Trust <DDR New Extended>」                                                                                      |                                                                                            |
| 11月2日  | 虹の架け橋                                                                                     | 毛利モトナリ（能登麻美子）、長宗我部モトチカ（井上麻里奈）、大友ソウリン（加藤英美里） | 「虹の架け橋」 | CR『戦国乙女2』劇中歌                                                                      |
| 11月25日 | 私のキ・モ・チ                                                                                 | 三日月夜空（井上麻里奈） | 「私のキ・モ・チ」                                                                                                | テレビアニメ『僕は友達が少ない』エンディングテーマ                                         |
| 12月16日 | SKET DANCE キャラクターソングアルバム “キャラット・ダンス♪”                                    | 吉備津百香（井上麻里奈） | 「何スカ？ ロンスカ？ ロックンロール?!」                                                                          | テレビアニメ『SKET DANCE』関連曲                                                           |
| 2012年   |                                                                                                | | |                                                                                            |
| 1月4日   | 乙女Rising                                                                                     | 長宗我部モトチカ（井上麻里奈） | 「乙女Rising」 | CR『戦国乙女2』劇中歌                                                                      |
| 1月13日  | 僕は友達が少ない あそーとCD 1                                                                  | 三日月夜空（井上麻里奈） | 「Pureness Shyness」                                                                                              | テレビアニメ『僕は友達が少ない』関連曲                                                     |
| 1月20日  | 武装神姫 Character Song Vol.3                                                                  | イーアネイラ（井上麻里奈） | 「ふたつのシルエット」                                                                                            | ゲーム『武装神姫 BATTLE MASTERS Mk.2』関連曲                                               |
| 2月23日  | たっち、しよっ！ 〜Love Application〜 ボーカルコレクション                                     | 滝川葵（井上麻里奈） | 「ふりー☆すたいる」                                                                                               | ゲーム『たっち、しよっ！ 〜Love Application〜』関連曲                                      |
| 2月23日  | 僕は友達が少ない ぽーたぶる                                                                    | 三日月夜空（井上麻里奈） | 「Over the distance」                                                                                             | ゲーム『僕は友達が少ない ぽーたぶる』主題歌                                                |
| 2月29日  | beatmania IIDX 19 Lincle ORIGINAL SOUNDTRACK                                                   | Tatsh feat. ヨーコ（井上麻里奈） | 「Trust -MATERIAL ver- (IIDX Edition)」                                                                           | コナミ音楽ゲーム『beatmania IIDX 19 Lincle』提供曲                                         |
| 3月14日  | IS 〈インフィニット・ストラトス〉 VOCAL COLLECTION                                             | ラウラ・ボーデヴィッヒ（井上麻里奈） | 「Change my mind」 「An die Freude」                                                                              | テレビアニメ『IS 〈インフィニット・ストラトス〉』関連曲                                    |
| 3月23日  | 境界線上のホライゾン 〜万丈晩成〜                                                              | ネイト・ミトツダイラ（井上麻里奈） | 「万丈晩成」 | テレビアニメ『境界線上のホライゾン』関連曲                                                 |
| 4月18日  | 境界線上のホライゾン 演目披露〈ザ・レパートリー〉第一弾 ネイト・ミトツダイラ                   | ネイト・ミトツダイラ（井上麻里奈） | 「東部第三地上騎士団"Loup"」 「Loup de debut」                                                                    | テレビアニメ『境界線上のホライゾン』関連曲                                                 |
| 4月25日  | 僕は友達が少ない あそーとCD 4                                                                  | 三日月夜空（井上麻里奈） | 「二人の季節」 | テレビアニメ『僕は友達が少ない』挿入歌                                                     |
| 4月25日  | シャイニング・ブレイド キャラクターソングアルバム                                              | アルティナ（井上麻里奈）、エルミナ（早見沙織）、ミスティ（田村ゆかり）、トウカ（堀江由衣）、ローゼリンデ（桑島法子）                                                                           | 「輝く旗のもとに」                                                                                                | ゲーム『シャイニング・ブレイド』関連曲                                                     |
| 4月25日  | シャイニング・ブレイド キャラクターソングアルバム                                              | アルティナ（井上麻里奈） | 「翠の森の精霊詩」 「山吹色に萌ゆる風」                                                                           | ゲーム『シャイニング・ブレイド』関連曲                                                     |
| 7月18日  | スマイルプリキュア！ボーカルアルバム1 ひろがれ！スマイルワールド!!                             | キュアマーチ/緑川なお（井上麻里奈） | 「いつも笑顔で」                                                                                                  | テレビアニメ『スマイルプリキュア！』関連曲                                                 |
| 7月18日  | スマイルプリキュア！ボーカルアルバム1 ひろがれ！スマイルワールド!!                             | スマイルプリキュア！ | 「最高のスマイル」                                                                                                | テレビアニメ『スマイルプリキュア！』関連曲                                                 |
| 8月29日  | サーヤと愉快な音楽集                                                                           | 吉備津百香（井上麻里奈） | 「ジェネシスよ、永遠なれ」 「ますます○○マシュマロ○○☆☆」                                                           | テレビアニメ『SKET DANCE』関連曲                                                           |
| 9月5日   | 満開*スマイル！/笑う 笑えば 笑おう♪                                                            | スマイルプリキュア！ | 「笑う 笑えば 笑おう♪」                                                                                           | テレビアニメ『スマイルプリキュア！』挿入歌                                                 |
| 9月21日  | 境界線上のホライゾンII 1 SPECIAL CD 1                                                          | きみとあさまで | 「武蔵浅間神社祝詞三十二式“木花之佐久夜”歌唱型」                                                                  | テレビアニメ『境界線上のホライゾンII』関連曲                                               |
| 9月26日  | 境界線上のホライゾンHR ドラマCD                                                                | きみとあさまで | 「ランララルララ」                                                                                                | テレビアニメ『境界線上のホライゾンII』関連曲                                               |
| 9月26日  | 君は友達                                                                                       | 羽瀬川小鷹（木村良平）、三日月夜空（井上麻里奈）、柏崎星奈（伊藤かな恵）、楠幸村（山本希望）、志熊理科（福圓美里）、羽瀬川小鳩（花澤香菜）、高山マリア（井口裕香）                             | 「君は友達」 | OVA『僕は友達が少ない あどおんでぃすく』エンディングテーマ                                 |
| 11月28日 | スマイルプリキュア！ ボーカルアルバム2 みんな笑顔になぁれ！                                    | 黄瀬やよい（金元寿子）、緑川なお（井上麻里奈）、青木れいか（西村ちなみ） | 「虹色エブリデイ」                                                                                                | テレビアニメ『スマイルプリキュア！』関連曲                                                 |
| 11月28日 | スマイルプリキュア！ ボーカルアルバム2 みんな笑顔になぁれ！                                    | キュアマーチ/緑川なお（井上麻里奈） | 「SMILE FOREVER」                                                                                                 | テレビアニメ『スマイルプリキュア！』関連曲                                                 |
| 2013年   |                                                                                                | | |                                                                                            |
| 1月23日  | シアワセ☆ハイテンション↑↑                                                                      | 南春香（佐藤利奈）、南夏奈（井上麻里奈）、南千秋（茅原実里） | 「シアワセ☆ハイテンション↑↑」 「トリプル*アテンション」                                                           | テレビアニメ『みなみけ ただいま』オープニングテーマ                                        |
| 1月23日  | 急接近ラッキーDAYS                                                                             | 南春香（佐藤利奈）、南夏奈（井上麻里奈）、南千秋（茅原実里） | 「急接近ラッキーDAYS」 「日常カレンダー」                                                                         | テレビアニメ『みなみけ ただいま』エンディングテーマ                                        |
| 2月6日   | Be My Friend                                                                                   | 隣人部 | 「Be My Friend」                                                                                                  | テレビアニメ『僕は友達が少ないNEXT』オープニングテーマ                                     |
| 2月6日   | 僕らの翼                                                                                       | 隣人部 | 「僕らの翼」 | テレビアニメ『僕は友達が少ないNEXT』エンディングテーマ                                     |
| 2月22日  | 月床咆吼                                                                                       | ネイト・ミトツダイラ（井上麻里奈） | 「月床咆吼」 | テレビアニメ『境界線上のホライゾンII』関連曲                                               |
| 4月24日  | みなみけ ただいま キャラクターソングアルバム 「みなみけのみなうた」                            | みなみけのみなさん | 「みなうた」 | テレビアニメ『みなみけ ただいま』関連曲                                                    |
| 4月24日  | みなみけ ただいま キャラクターソングアルバム 「みなみけのみなうた」                            | 南夏奈（井上麻里奈） | 「Non Stop 全力宣言」                                                                                             | テレビアニメ『みなみけ ただいま』関連曲                                                    |
| 4月24日  | みなみけ ただいま キャラクターソングアルバム 「みなみけのみなうた」                            | 南春香（佐藤利奈）、南夏奈（井上麻里奈）、南千秋（茅原実里） | 「ノンストップ☆ピース」                                                                                           | テレビアニメ『みなみけ ただいま』関連曲                                                    |
| 5月21日  | 戦国乙女3 〜乱〜 ORIGINAL SOUND TRACK                                                          | 徳川イエヤス（千葉紗子）、今川ヨシモト（山本麻里安）、大友ソウリン（加藤英美里）、毛利モトナリ（能登麻美子）、長宗我部モトチカ（井上麻里奈）                                                   | 「君がいた風に」 「虹の架け橋」                                                                                   | CR『戦国乙女3 〜乱〜』劇中歌                                                               |
| 6月5日   | デート・ア・ライブ DATE A MUSIC FIRST HALF                                                     | 夜刀神十香（井上麻里奈） | 「蕾がひらくとき」                                                                                                | テレビアニメ『デート・ア・ライブ』挿入歌                                                   |
| 7月17日  | わんわんわんわんN_1!!                                                                          | 犬っ娘くらぶ | 「わんわんわんわんN_1!!」                                                                                         | テレビアニメ『犬とハサミは使いよう』オープニングテーマ                                     |
| 7月31日  | 犬とハサミは使いよう キャラクターソング1 夏野霧姫                                              | 夏野霧姫（井上麻里奈） | 「快感パラメーター」 「わんわんわんわんN_1!!」                                                                    | テレビアニメ『犬とハサミは使いよう』関連曲                                                 |
| 8月19日  | SWEET PAIN                                                                                     | リョーコ（花澤香菜、シズノ（川澄綾子）、ミナト（井上麻里奈） | 「SWEET PAIN」 | CR『ゼーガペイン』テーマソング                                                             |
| 8月28日  | 僕は友達が少ない ねくすとCD 2                                                                  | 三日月夜空（井上麻里奈） | 「送信履歴」 「Be My Friend -夜空 Featuring 隣人部 VER-」 「僕らの翼 -夜空 Featuring 隣人部 VER- 」               | テレビアニメ『僕は友達が少ないNEXT』関連曲                                                 |
| 8月28日  | IS 〈インフィニット・ストラトス〉 ボイスドラマ&キャラクターソングCD 5 ラウラ・ボーデヴィッヒ   | ラウラ・ボーデヴィッヒ（井上麻里奈） | 「Let's get married」                                                                                             | テレビアニメ『IS 〈インフィニット・ストラトス〉 2』関連曲                                  |
| 11月20日 | BEAUTIFUL SKY                                                                                  | 篠ノ之箒（日笠陽子）、セシリア・オルコット（ゆかな）、凰鈴音（下田麻美）、シャルロット・デュノア（花澤香菜）、ラウラ・ボーデヴィッヒ（井上麻里奈）、更識楯無（斎藤千和）、更識簪（三森すずこ） | 「BEAUTIFUL SKY」                                                                                                 | テレビアニメ『IS 〈インフィニット・ストラトス〉 2』オープニングテーマ                      |
| 2014年   |                                                                                                | | |                                                                                            |
| 2月19日  | 『ガリレイドンナ』3巻 完全生産限定版 Blu-ray&DVD特典CD                                         | 星月・フェラーリ（日高里菜）、神月・フェラーリ（大久保瑠美）、葉月・フェラーリ（真堂圭）、アンナ・ヘンドリックス（井上麻里奈）                                                                 | 「シンクロマニカ 三姉妹&アンナ パート歌いver.（フルサイズ）」                                                     | テレビアニメ『ガリレイドンナ』関連曲                                                       |
| 3月5日   | IS <インフィニット・ストラトス> 2 イグニッション・ハーツ 主題歌集                              | 篠ノ之箒（日笠陽子）、セシリア・オルコット（ゆかな）、凰鈴音（下田麻美）、シャルロット・デュノア（花澤香菜）、ラウラ・ボーデヴィッヒ（井上麻里奈）                                             | 「Grow Up Shining!!」                                                                                             | ゲーム『IS〈インフィニット・ストラトス〉2 イグニッション・ハーツ』主題歌                   |
| 3月26日  | 暗闇を裂く光の鼓動                                                                             | ラウラ・ボーデヴィッヒ（井上麻里奈） | 「暗闇を裂く光の鼓動」 「BEAUTIFUL SKY」                                                                          | テレビアニメ『IS〈インフィニット・ストラトス〉2』関連曲                                    |
| 5月14日  | MOST以上の"MOSTEST"                                                                            | エーコ（伊瀬茉莉也）、シルヴィア（佐倉綾音）、レベッカ（井上麻里奈） | 「MOST以上の"MOSTEST"」                                                                                           | テレビアニメ『星刻の竜騎士』エンディングテーマ                                             |
| 7月23日  | デート・ア・ライブII ミュージック・セレクション DATE A "IMPRESSIVE" MUSIC                      | 夜刀神十香（井上麻里奈）、五河士織（藏合紗恵子） | 「Q&A」 | テレビアニメ『デート・ア・ライブII』挿入歌                                                 |
| 8月6日   | 君と*にゅう*DAY♡                                                                               | 良田胡蝶（井上麻里奈） | 「君と*にゅう*DAY♡」                                                                                              | テレビアニメ『のうりん』関連曲                                                             |
| 8月20日  | テレビアニメーション「デート・ア・ライブII」ミュージック・セレクション DATE A "HAPPY" MUSIC    | 夜刀神十香（井上麻里奈） | 「G.P.S.(Golden Powder Snow)」                                                                                    | テレビアニメ『デート・ア・ライブII』関連曲                                                 |
| 8月21日  | 戦国乙女ベストセレクションサントラCD                                                           | 大友ソウリン（加藤英美里）、毛利モトナリ（能登麻美子）、長宗我部モトチカ（井上麻里奈） | 「乙女ハ強ク麗シク」                                                                                              | パチスロ『戦国乙女〜剣戟に舞う白き剣聖〜西国参戦編』搭載歌唱楽曲                           |
| 9月3日   | 星刻の竜騎士 第3巻 キャラクターソングCD（レベッカ）                                            | レベッカ（井上麻里奈） | 「Scarlet Empress」 「MOST以上の"MOSTEST"」                                                                       | テレビアニメ『星刻の竜騎士』関連曲                                                         |
| 10月22日 | 魔法科高校校の劣等生 第4巻                                                                     | 七草真由美（花澤香菜）、渡辺摩利（井上麻里奈） | 「放課後Twilight」                                                                                                | テレビアニメ『魔法科高校の劣等生』関連曲                                                   |
| 2015年   |                                                                                                | | |                                                                                            |
| 3月27日  | Grand Stage グラン・ステージ 第3幕 風宮絵琉                                                    | 風宮絵琉（井上麻里奈） | 「夢 on stage 〜グランステージのテーマ〜」 「Flying Boy」                                                         | ドラマCD『Grand Stage グラン・ステージ』関連曲                                             |
| 4月29日  | 銃皇無尽のファフニール キャラクター・ソング・アルバム －麗しのミッドガル－                     | キーリ・スルト・ムスペルヘイム（井上麻里奈） | 「メロウ」 | テレビアニメ『銃皇無尽のファフニール』関連曲                                               |
| 2016年   |                                                                                                | | |                                                                                            |
| 1月27日  | テレビアニメ「終物語」Blu-ray＆DVD第二巻「そだちリドル」特典CD                                 | 老倉育（井上麻里奈） | 「mathemagics」                                                                                                   | テレビアニメ『終物語』オープニングテーマ                                                   |
| 2月24日  | テレビアニメ「終物語」Blu-ray＆DVD第三巻「そだちロスト」特典CD                                 | 老倉育（井上麻里奈） | 「夕立方程式」 | テレビアニメ『終物語』関連曲                                                               |
| 2017年   |                                                                                                | | |                                                                                            |
| 4月26日  | Far away                                                                                       | アルミン・アルレルト（井上麻里奈） | 「Far away」 | テレビアニメ『進撃の巨人』関連曲                                                           |
| 2018年   |                                                                                                | | |                                                                                            |
| 8月29日  | wicked prince                                                                                  | princess à la mode | 「wicked prince」                                                                                                 | ゲーム『〈物語〉シリーズ ぷくぷく』テーマソング                                            |
| 2019年   |                                                                                                | | |                                                                                            |
| 5月22日  | デート・ア・ライブIII ミュージック・セレクション DATE A "World" MUSIC                          | 夜刀神十香（井上麻里奈） | 「傑姫来たりて華恋に踊れ」                                                                                        | テレビアニメ『デート・ア・ライブIII』関連曲                                                |
| 2020年   |                                                                                                | | |                                                                                            |
| 1月15日  | 好きすぎてやばい。〜告白実行委員会キャラクターソング集〜                                       | HoneyWorks feat. 扇野りょう（井上麻里奈） | 「恋愛成就」 | 『告白実行委員会〜恋愛シリーズ〜』関連曲                                                   |
| 11月27日 | やはりこのキャラソンはまちがっている。完                                                       | 三浦優美子（井上麻里奈）、海老名姫菜（ささきのぞみ） | 「日常ドラマティック」                                                                                            | テレビアニメ『やはり俺の青春ラブコメはまちがっている。完』関連曲                           |
| 12月23日 | 荒野のコトブキ飛行隊 大空のテイクオフガールズ！ チームソングミニアルバム                       | ムラクモ空賊団 | 「繚乱天華」 | ゲーム『荒野のコトブキ飛行隊 大空のテイクオフガールズ！』関連曲                            |
| 2021年   |                                                                                                | | |                                                                                            |
| 2月24日  | 戦翼のシグルドリーヴァ BD・DVD第3巻特典CD                                                      | 天塚・弥生（井上麻里奈） | 「Promised Sky」                                                                                                  | テレビアニメ『戦翼のシグルドリーヴァ』関連曲                                               |
| 10月13日 | Clock over ORQUESTA First season BATTLE Vol.04 天馬七星                                        | 天馬七星（日野聡、井上麻里奈） | 「宙の塔」 | 『Clock over ORQUESTA』関連曲                                                              |
| 10月13日 | Clock over ORQUESTA First season BATTLE Vol.04 天馬七星                                        | 天馬七星（井上麻里奈） | 「nana〜ぼくのうた〜（Never↓and ver.）」                                                                          | 『Clock over ORQUESTA』関連曲                                                              |
| 2023年   |                                                                                                | | |                                                                                            |
| 3月15日  | ねぇ、好きって痛いよ。 〜告白実行委員会キャラクターソング集〜                                  | HoneyWorks feat. 扇野りょう（井上麻里奈） | 「コスプレしたいのっ！」                                                                                          | 『告白実行委員会〜恋愛シリーズ〜』関連曲                                                   |
| 6月30日  | 劇場版「美少女戦士セーラームーンCosmos」テーマソング・コレクション                             | セーラー火球（水樹奈々）、セーラースターファイター（井上麻里奈）、セーラースターメイカー（早見沙織）、セーラースターヒーラー（佐倉綾音）                                                       | 「セーラースターソング」                                                                                          | 劇場アニメ『劇場版 美少女戦士セーラームーンCosmos』後編オープニングテーマ                  |
| 6月30日  | 劇場版「美少女戦士セーラームーンCosmos」テーマソング・コレクション                             | スリーライツ | 「流れ星へ」 | 劇場アニメ『劇場版 美少女戦士セーラームーンCosmos』挿入歌                                  |

### その他参加楽曲
| 発売日         | 商品名                                            | 歌 | 楽曲 | 備考                                                 |
| -------------- | ------------------------------------------------- | --- | --- | ---------------------------------------------------- |
| 2008年1月23日  | 百歌声爛 〜女性声優編〜 II                        | 井上麻里奈 | 「空色デイズ」 「乙女のポリシー」 「ホウキ雲」 「Lucky & Happy〜」 「ゆずれない願い」 「そばかす」 「君が好きだと叫びたい」 「微笑みの爆弾」 「時には昔の話を」 「あんなに一緒だったのに」 |                                                      |
| 2008年12月26日 | DJCD 神戸前向女学院。II                           | 井上麻里奈、伊藤かな恵 | 「マ・エ・ム・キ>>」 「神戸前向女学院。校歌」 | ラジオ『神戸前向女学院。』テーマソング               |
| 2011年2月9日   | 魔法の天使クリィミーマミ 公式トリビュートアルバム | 井上麻里奈 | 「デリケートに好きして」 | テレビアニメ『魔法の天使クリィミーマミ』主題歌カバー |
| 2011年8月26日  | 井上麻里奈・下田麻美のIT革命! Expansion!          | 井上麻里奈、下田麻美 | 「恋のマウスtoマウス」 | ラジオ『井上麻里奈・下田麻美のIT革命!』テーマソング  |
| 2012年1月13日  | 井上麻里奈・下田麻美のIT革命! Expansion! Vol.2    | 井上麻里奈、下田麻美 | 「ワンクリック・ラヴァー」 | ラジオ『井上麻里奈・下田麻美のIT革命!』テーマソング  |
| 2012年3月31日  | tetote                                            | 浅沼晋太郎、岡本信彦、小野大輔、梶裕貴、木村良平、藤原啓治、前野智昭、井口裕香、伊藤かな恵、伊藤静、井上麻里奈、金元寿子、川澄綾子、喜多村英梨、釘宮理恵、佐藤聡美、佐藤利奈、沢城みゆき、中原麻衣、南條愛乃、能登麻美子、花澤香菜、日笠陽子、ミルキィホームズ、悠木碧 | 「tetote」 | Project VAOL 東日本大震災チャリティ楽曲              |

## 書籍
- 井上麻里奈 MariIro（2014年5月30日）

### 雑誌連載
- アニカン
- 電撃マ王
- 声優グランプリ
- 声優アニメディア

### 雑誌表紙
- コミック アース・スター2012年5月号（2012年4月14日）
- 声優アニメディア2014年1月号（2013年12月10日）
- Voice Actress創刊号（2016年1月30日）